# Castello di Milazzo
Il castello di Milazzo, conosciuto anche come Cittadella fortificata di Milazzo, è una fortezza ubicata a Milazzo, in provincia di Messina.

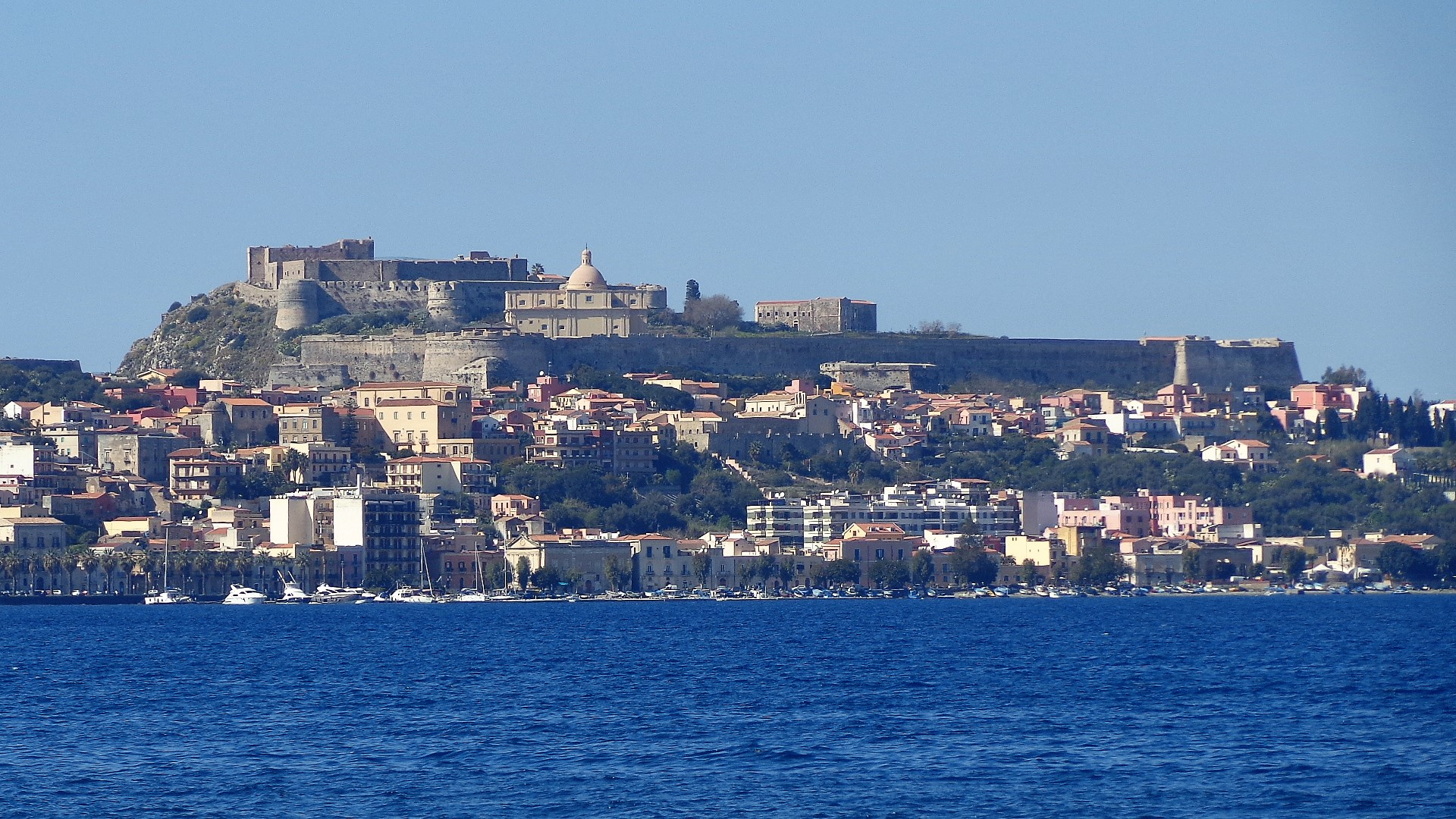
Visione panoramica della cittadella.

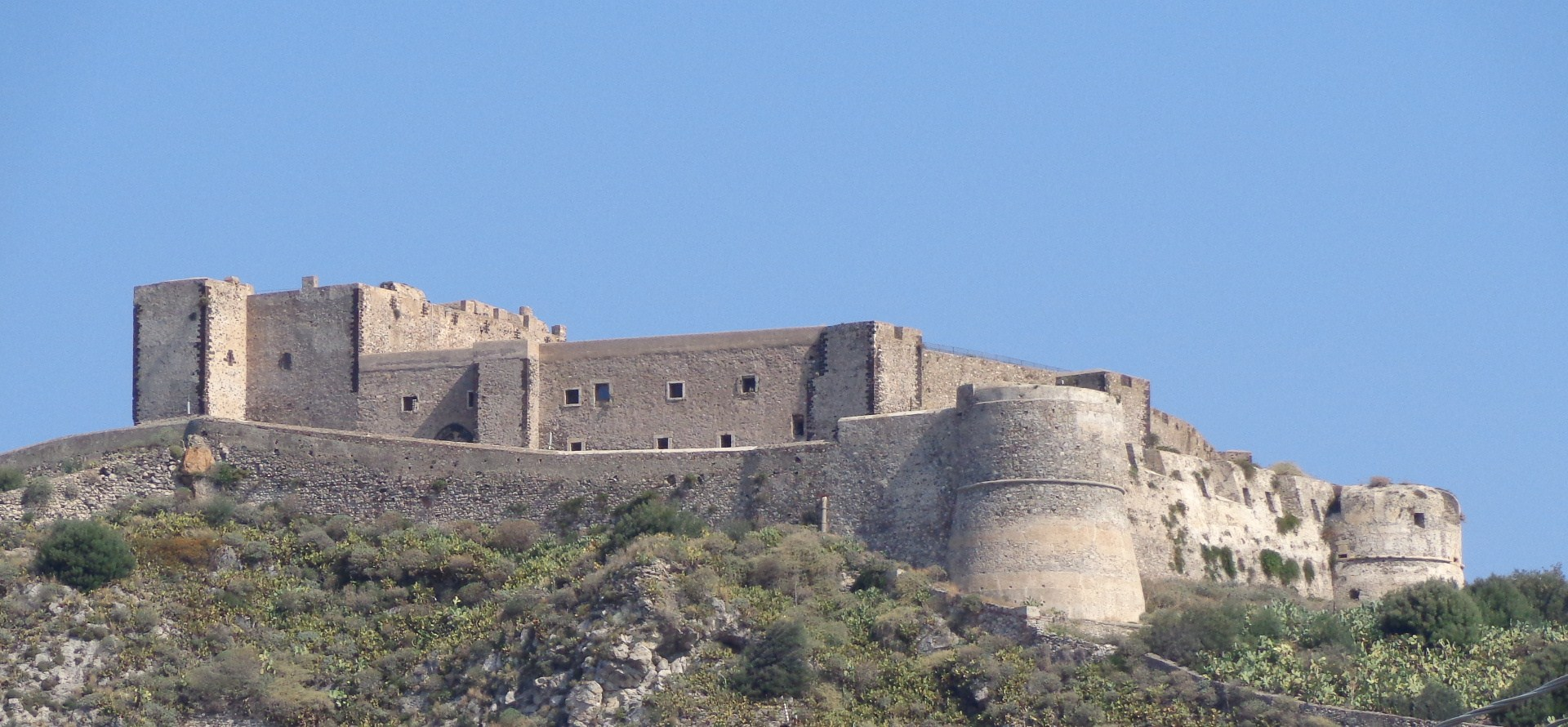
Castello e cinta aragonese visti dal quartiere San Papino.

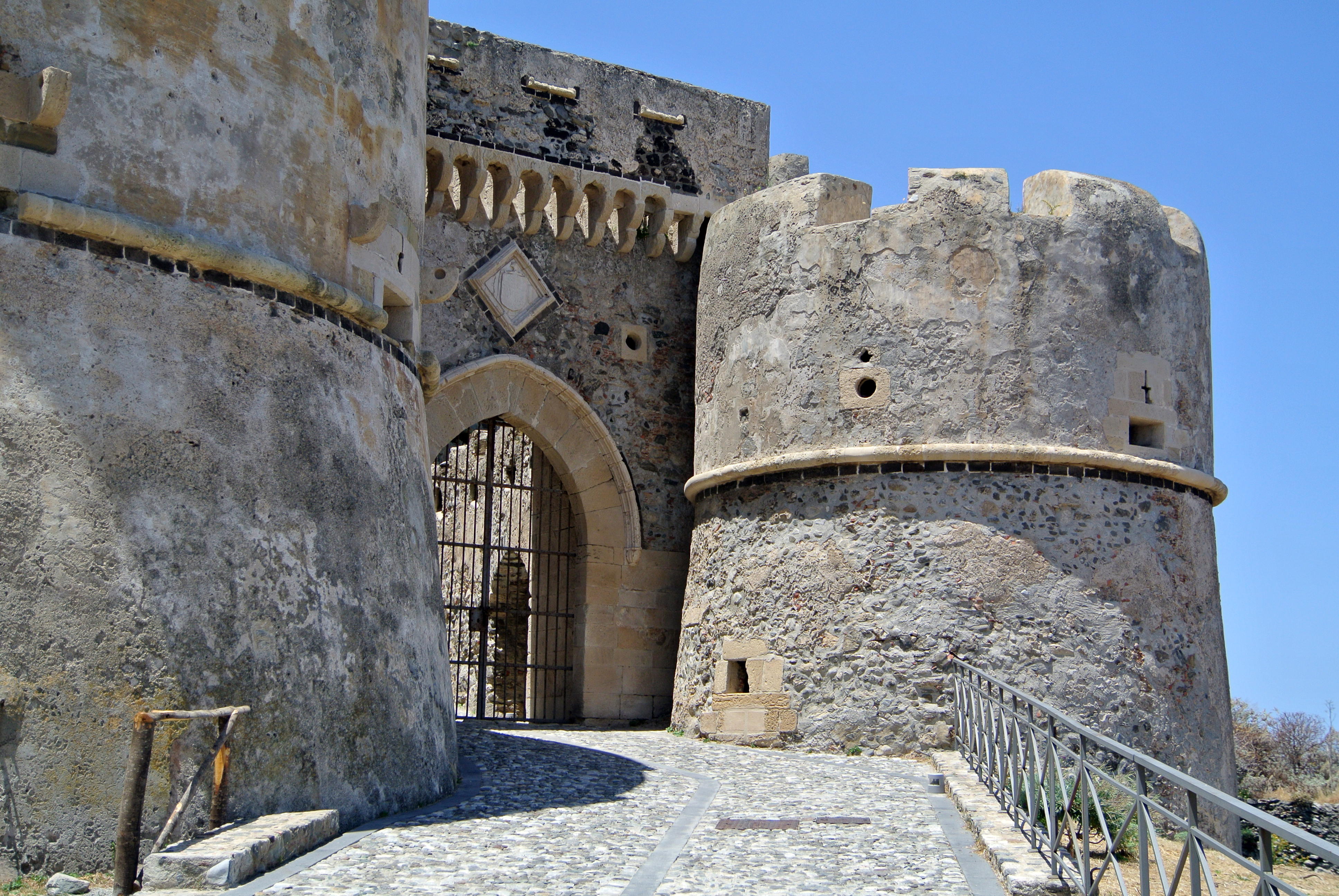
Ingresso della cinta aragonese.

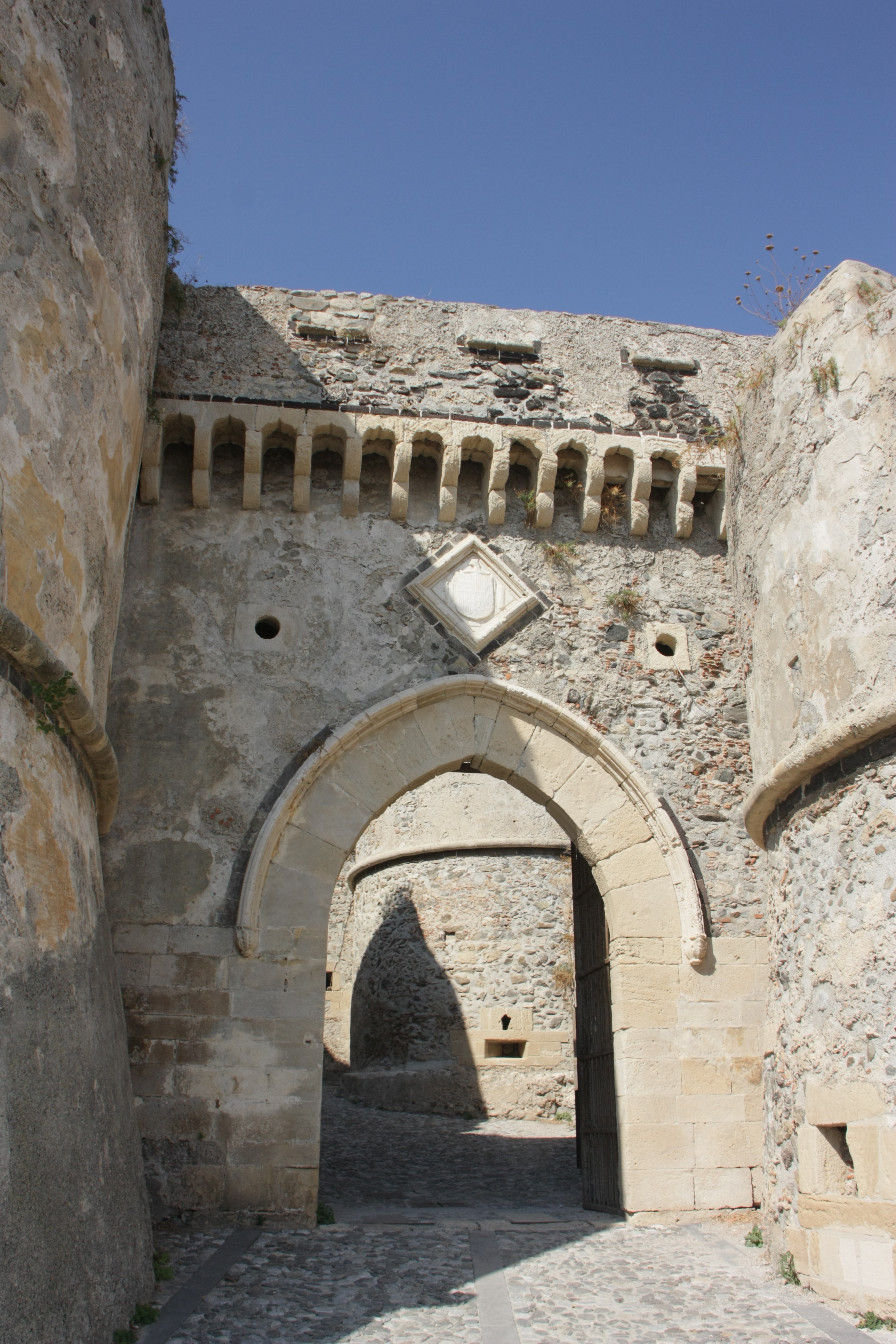
Porta aragonese.

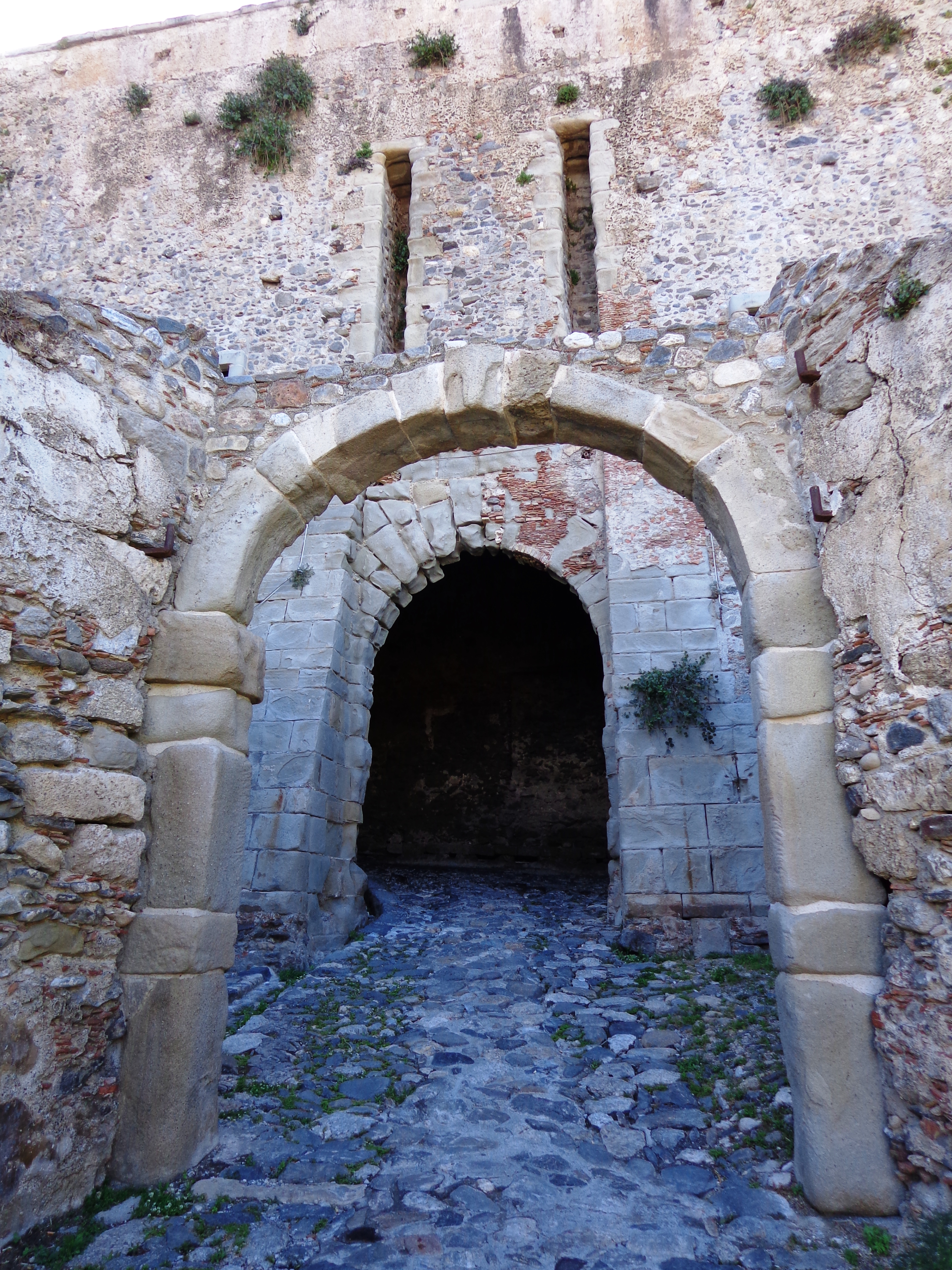
Ingresso della cinta spagnola.

La fortezza, e tutta l'area compresa nell'ampio recinto delle mura spagnole (città murata e borgo antico), oggi di proprietà comunale, costituisce la più estesa cittadella fortificata esistente in Sicilia con una superficie di 7 ettari e oltre 12000 m² occupati da edifici.

## Storia

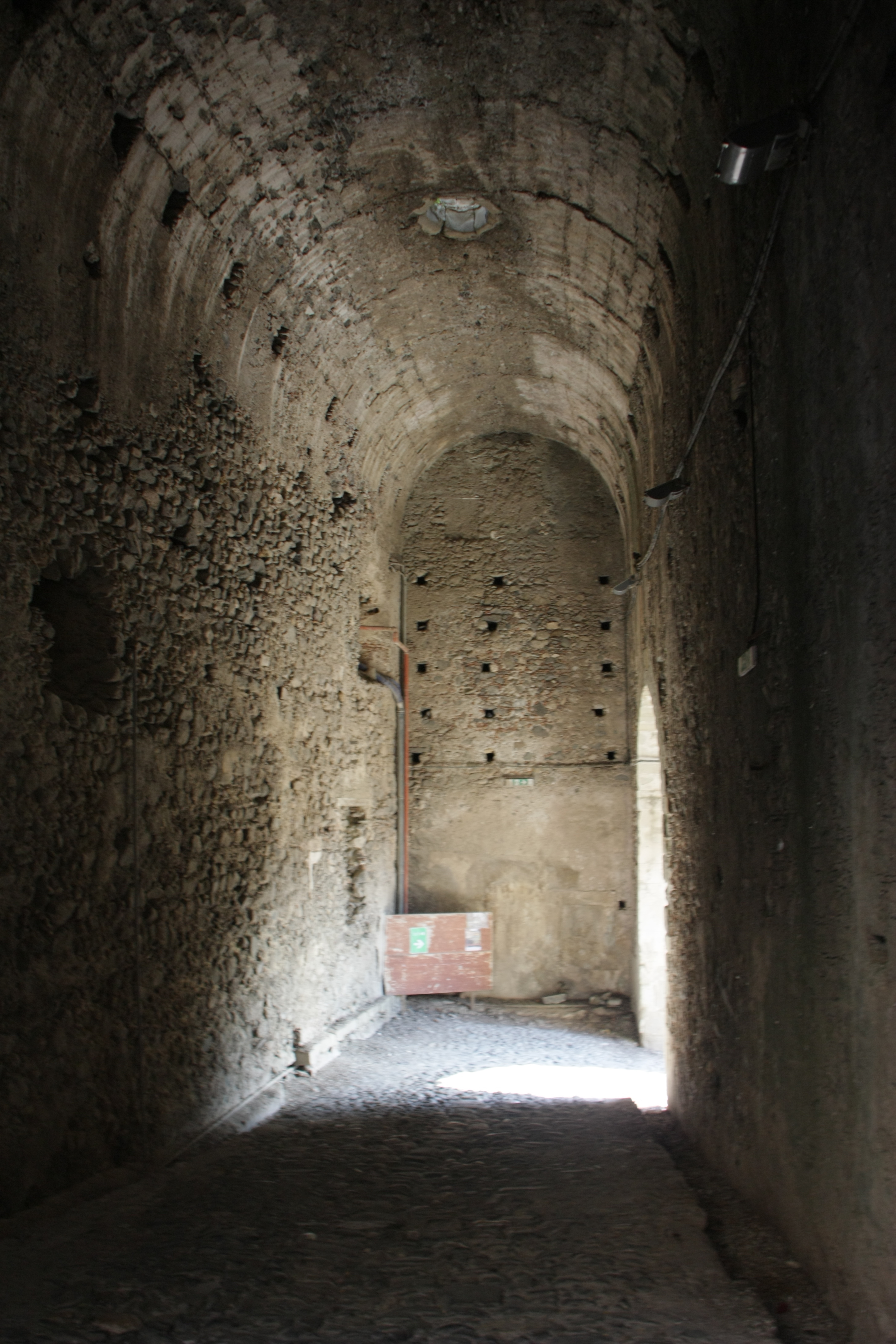
Tunnel d'accesso.

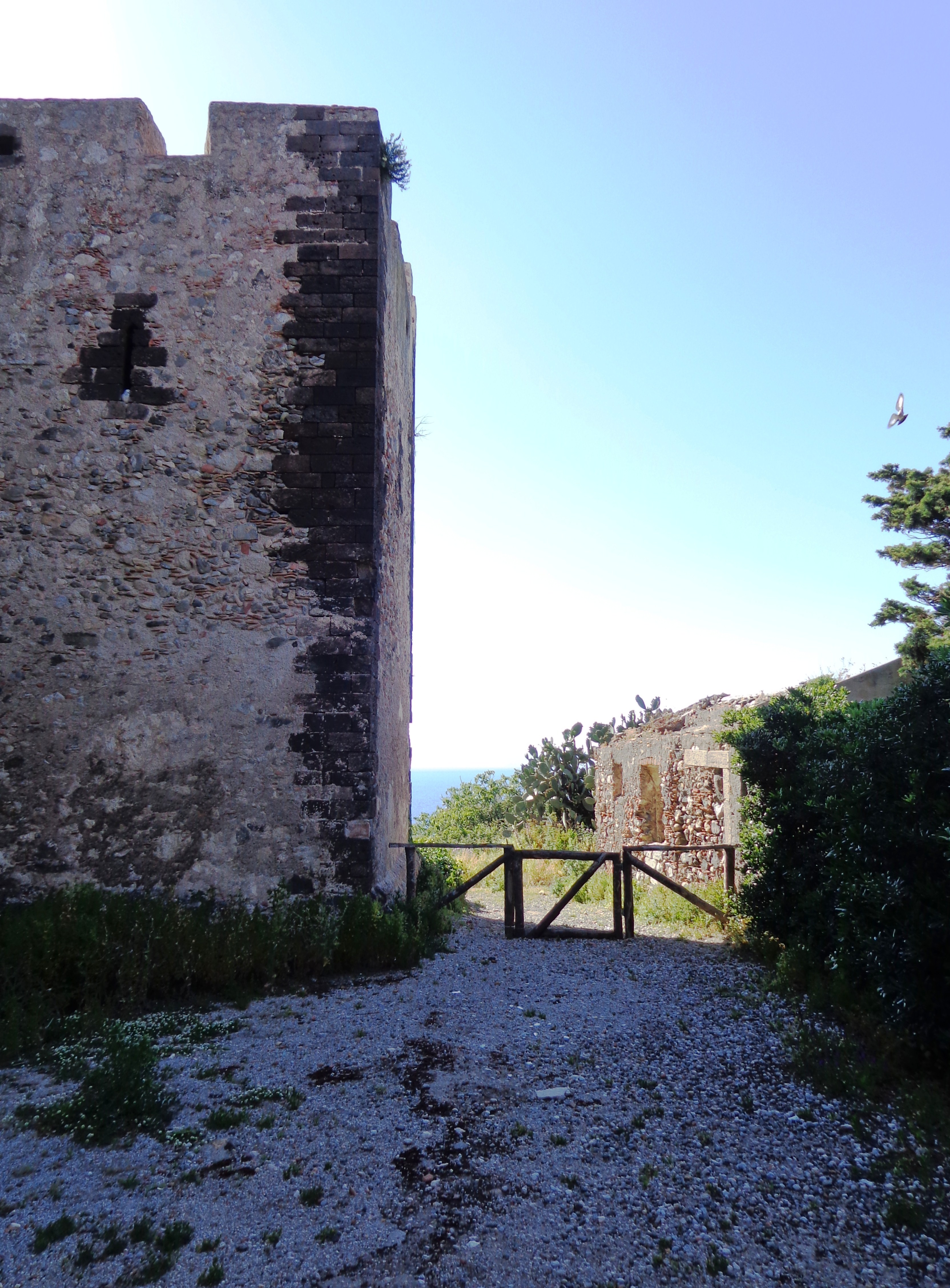
La torre di NW.

La fortificazione sorge sulla sommità meridionale della penisola di capo Milazzo e sovrasta il Borgo antico di Milazzo. L'insieme dei manufatti e dei sistemi difensivi costituiscono propriamente la "Cittadella Fortificata", altrimenti nota come Città Murata, i cui principali nuclei abitativi che la compongono sono posti a ridosso delle scoscese pareti nord-occidentali del rilievo.
I manufatti in ordine cronologico seguono uno sviluppo piramidale e concentrico verso il basso, al vertice è posta la parte più antica e via via verso il basso e digradanti verso l'esterno a levante, le varie sovrapposizioni identificabili negli stili delle architetture tipiche delle varie dominazioni. La necropoli e le aree che costituiscono l'agglomerato o i castrum sono ubicati nelle zone pianeggianti della Cittadella:
- 4000 circa - VIII secolo a.C., Nucleo preistorico costituito da insediamento del Neolitico e Necropoli;[7]
- VIII – VII secolo a.C., Insediamento greco formato da agglomerato abitativo riconducibile alla dominazione greca;
- VII a.C. – V secolo d. C., Insediamento romano o Castrum sorto durante il periodo della lunga dominazione romana;
- V – IX secolo, Insediamento bizantino o Castrum mutuato dalla dominazione bizantina;
- 829 - 1062, Primitiva fortificazione araba costituita da Mastio o Maschio o Dongione, dalle caratteristiche riconducibili agli stili tipici dell'architettura della dominazione araba;
- XI - XII secolo, costruzione del dongione normanno con il Salone del Parlamento dalle tipiche peculiarità dell'architettura della dominazione normanna;
- XIII secolo, Portale svevo dalle connotazioni tipiche dell'architettura della dominazione sveva;
- 1266 - 1282, Parentesi angioina, Vespri siciliani e tentativo di riconquista del Castello;
- XIV secolo, Cinta muraria aragonese, baluardi protettivi ascrivibili all'architettura della dominazione aragonese;
- 1527, Primitiva chiesa di Santa Maria, la parziale demolizione dell'edificio nel 1568 comporta la costruzione della Cinta muraria spagnola da cui derivano le denominazioni di alcuni manufatti;
- 1529 - 1575, Cinta muraria spagnola e sistema difensivo tipico dell'architettura della dominazione spagnola;
- XVI secolo, Borgo Antico di Milazzo derivato dall'ingrandimento della primitiva Città Murata.
- 1608, Duomo Antico di Milazzo;
- 1713, Piazzaforte austriaca e quartiere generale austro-piemontese durante le battaglie contro gli spagnoli del 1718;
- 1805 - 1815, Piazzaforte inglese e quartiere generale durante le battaglie per contrastare le campagne di Napoleone;
- 1860, Ultimo baluardo borbonico;
- 1880, Carcere giudiziario;
- XX secolo, Declino e rinascita. Con la dismissione del carcere l'intera area dichiarata Monumento nazionale è oggetto di lunghe campagne di restauro.

### Nucleo preistorico
Nella parte settentrionale dell'area del castello è presente una necropoli del neolitico, età di Thapsos. Il commercio della pomice e dei derivati dell'ossidiana d'origine vulcanica utilizzati come schegge, punte di frecce e di lance, lame, congiuntamente all'amena posizione, la fertilità dei territori favorisce l'insediamento delle prime comunità in epoca preistorica grazie agli scambi con le Isole Eolie a settentrione, con la popolosa area dello Stretto di Messina a levante e con le località del Golfo di Patti a ponente.
Allo stato attuale, a parte i ritrovamenti di primitivi insediamenti dovuti alle campagne archeologiche di scavi, ai rinvenimenti occasionali stimati alla Cultura dell'Ausonio I e II e all'Età del bronzo medio in zona Sottocastello, i monumentali manufatti difensivi - abitativi visibili e più antichi sono riconducibili alla dominazione araba. Tali vestigia altomedievali presenti nell'area sommitale della rocca pertanto non precludono o escludono l'esistenza anteriore o l'inclusione o la sovrapposizione di preesistenti fortilizi, torri d'avvistamento o luoghi di culto pagani risalenti a epoche più remote.

### Insediamento greco-siceliota e romano
In epoca classica la città è formata dalla zona portuale, dall'acropoli dell'antica subcolonia Mylai presso la Rocca adibita a emporion, il phrourion e da numerosi villaggi satelliti. Diodoro Siculo nelle sue cronache narra l'assedio e la conquista degli ateniesi.
Sotto Dionisio I tiranno di Siracusa, la rocca è conquistata dai messinesi. Agatocle con la sua flotta, scaccia gli occupanti e s'insedia appropriandosene. Gerone II assale Mylai, costringe i difensori del castello alla resa, imprigiona 1500 occupanti, muove contro i mamertini comandati da Cione, sconfiggendoli nella Battaglia del Longano.
Le prime notizie storiche documentate risalgono però all'età imperiale che narrano della città definita Oppidum Mylae quale attivo porto sul mar Tirreno, le cui acque sono teatro dell'epica Battaglia di Milazzo del 260 a.C. e la Battaglia di Nauloco del 36 a.C. condotta per dissidi interni tra Augusto col fedele Marco Vipsanio Agrippa contro Sesto Pompeo Magno Pio. Dall'evento deriva il motto civico Aquila mari imposita – Sexto Pompeo superato. Al castrum sulla rocca si contrappongono gli insediamenti urbani ubicati a valle nella zona portuale.

### Dai bizantini all'Emirato di Sicilia

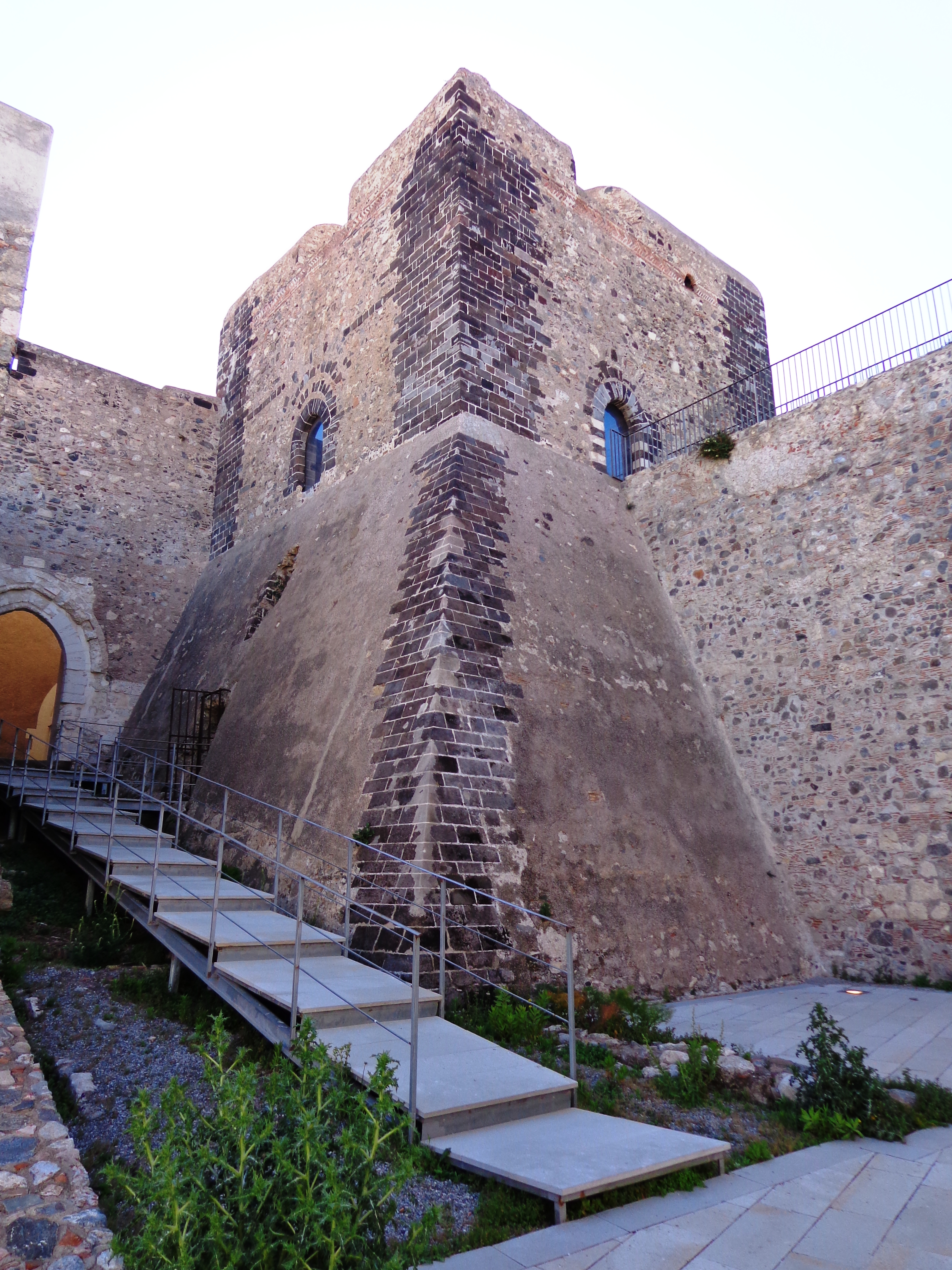
"Torre Normanna".

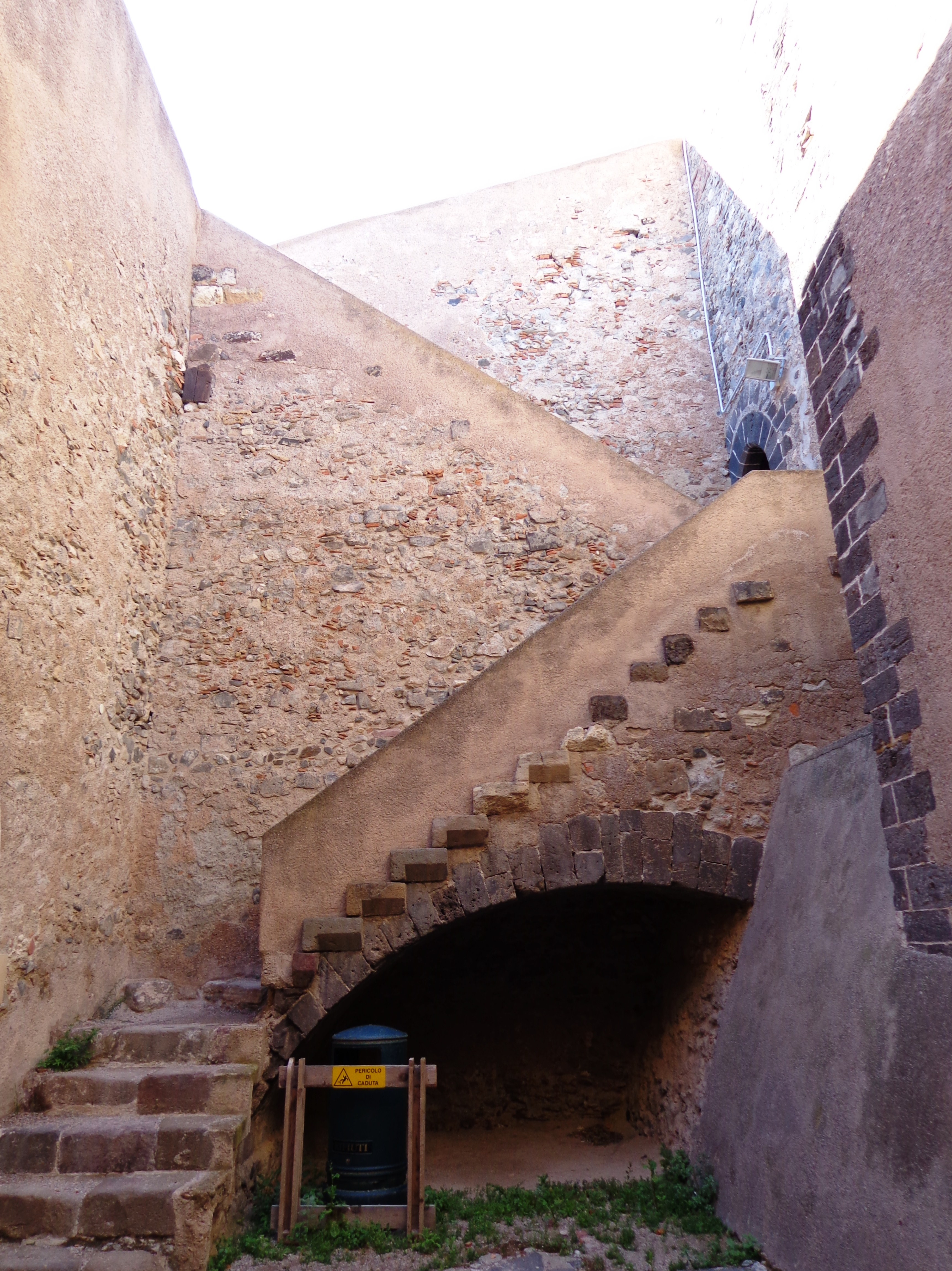
Accesso alla terrazza della Torre Normanna.

In epoca bizantina è riconfermata la centralità del castrum presso la Rocca come fulcro politico amministrativo. Del VII secolo è la primitiva Cattedrale ai piedi della Rocca fortificata, nell'area corrispondente all'odierno quartiere di San Papino.
Durante la battaglia di Milazzo dell'888, nel vano tentativo di recuperare la città e il possesso della rocca da parte della flotta e armate bizantine, furono prese le navi dei Rûm e uccisi 5000 uomini.
Tra il 836 e l'837 un primo tentativo di conquista è effettuato dall'armata di al-Fadl ibn Yaʿqūb sostituito a settembre da un nuovo governatore, il principe aghlabide Abū l-Aghlab Ibrāhīm b. ʿAbd Allāh b. al-Aghlab, cugino dell'emiro Ziyādat Allāh. La flotta musulmana, condotta da al-Fadl ibn Yaʿqūb, devasta le Isole Eolie, espugna diverse fortezze sulla costa settentrionale della Sicilia, tra cui la vicina fortificazione di Tyndaris, come riferisce Michele Amari. Nel 843, le truppe del condottiero Fadhl Ibn Giàfar radono al suolo il castrum bizantino e le costruzioni sommitali.

### Epoca del Regno di Sicilia
Ai nobili del casato Borrell fedeli al Gran Conte Ruggero intervenuti nella riconquista della Sicilia è affidata la proprietà dei territori del Vallo di Milazzo (teniménto) ovvero il versante settentrionale dei Peloritani compreso tra la penisola di Milazzo e lo spartiacque coi monti Nebrodi, con affido delle castellanie annesse. Infatti Raimondo Berengario III di Barcellona, genero di Roberto il Guiscardo essendo sposo della figlia Matilde d'Altavilla, contessa di Barcellona di Catalogna, è discendente Goffredo II Borrell, capostipite della Contea di Barcellona. Quest'ultimo è figlio di Goffredo il Villoso, considerato il fondatore della Catalogna.
(Edrisi, Il libro di re Ruggero.)
Gli Altavilla costruirono il donjon normanno, successivamente ampliato dagli svevi. È caratterizzato dalla presenza di torrioni sul fronte di ponente, quello centrale dall'aspetto massiccio e imponente è denominato Torre Normanna, quello all'estremità meridionale Torrione del Parafulmine.
Il viaggiatore e cronista arabo Muhammad al-Idrisi documentò la grande fortificazione nel 1150. Alla forte rocca della Milâṣ araba il poeta Ibn Qalāqis dedicò i versi:
Tra le decorazioni a tarsie laviche, denominatore comune alle rifiniture esterne delle absidi della Cattedrale di Palermo e del Duomo di Monreale, spicca l'insetto magico o scarabeo magico ricavato su un contrafforte angolare, il cui vertice indica la direzione in cui sorge il sole il giorno del solstizio d'estate. Diversi altri soggetti di carattere esoterico - astronomico sono presenti sui prospetti della costruzione, indice degli intensi scambi commerciali con le cave delle vicine isole e la predisposizione tipica arabo - normanna all'astrologia.

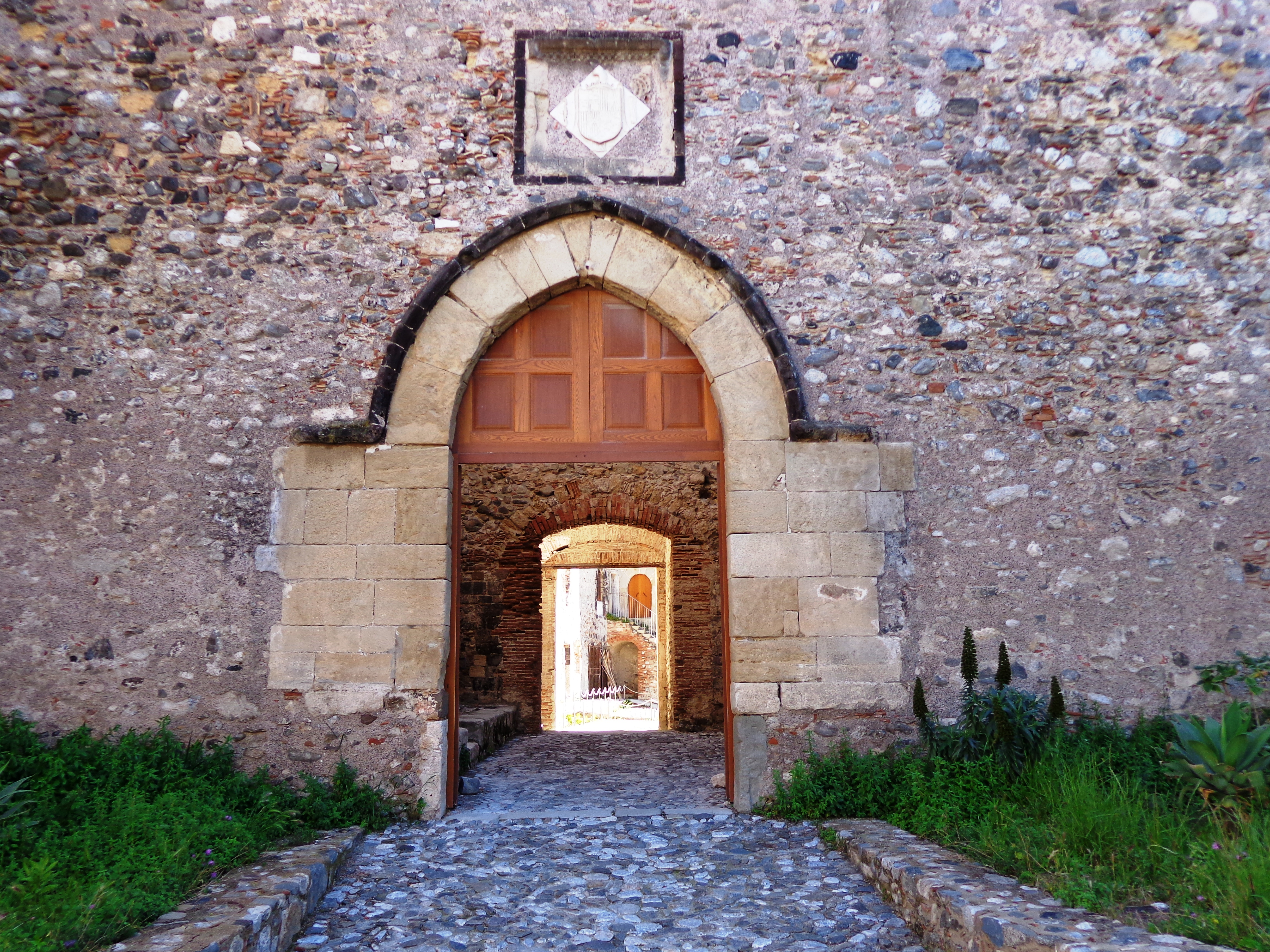
Portale d'accesso alla Piazza d'Armi.

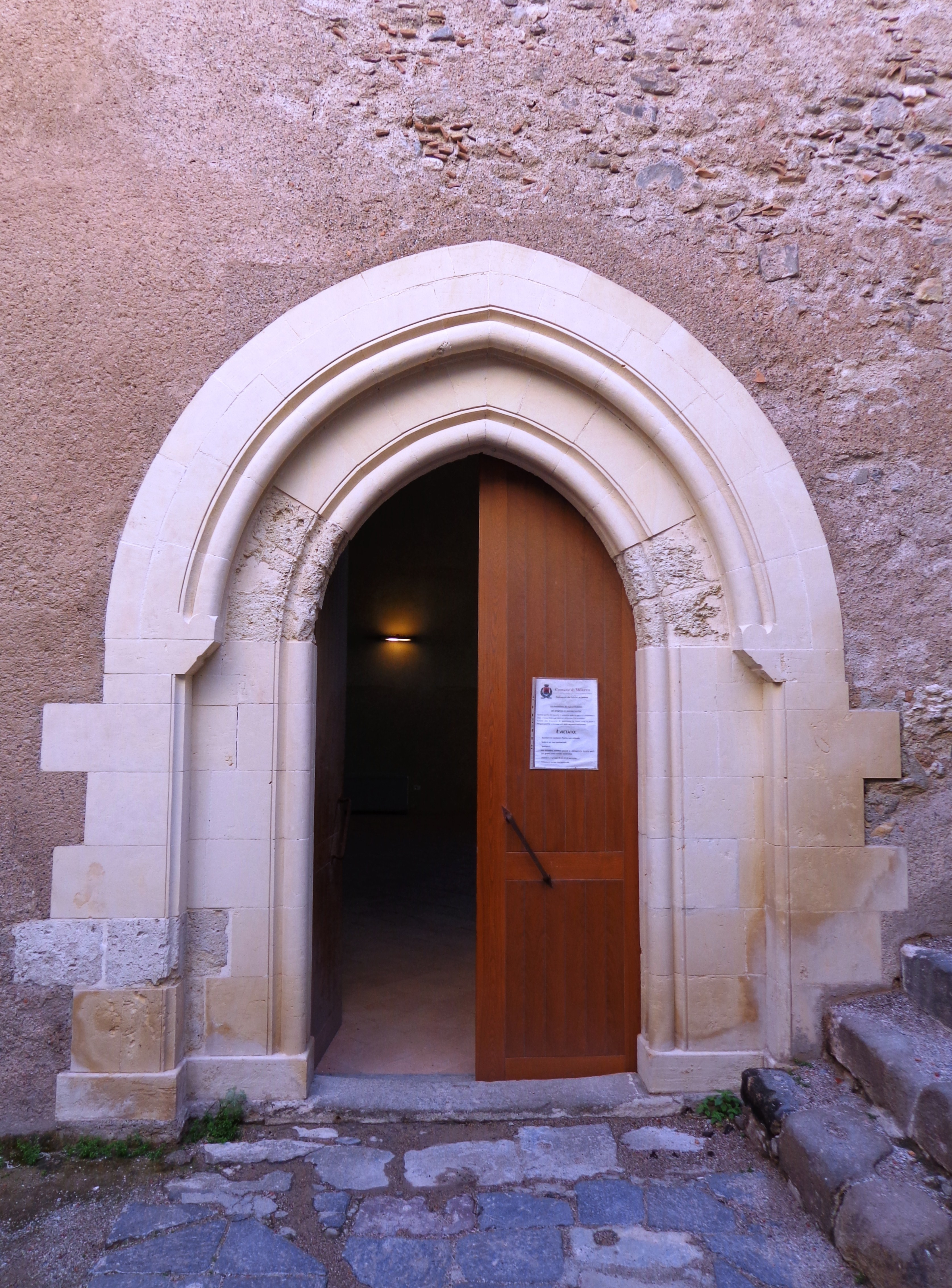
Portale d'accesso al "Salone del Parlamento".

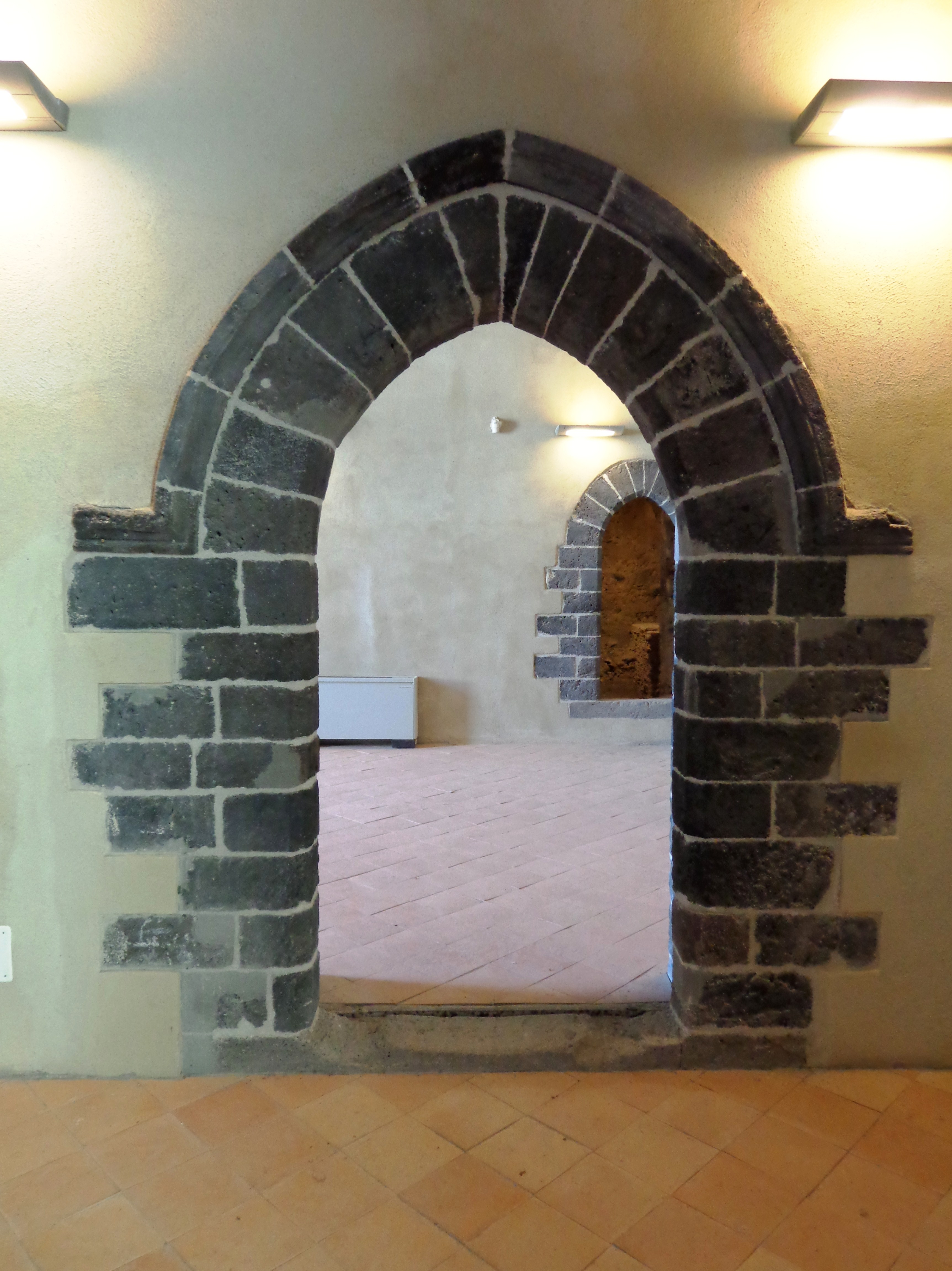
Portali interni in pietra lavica.

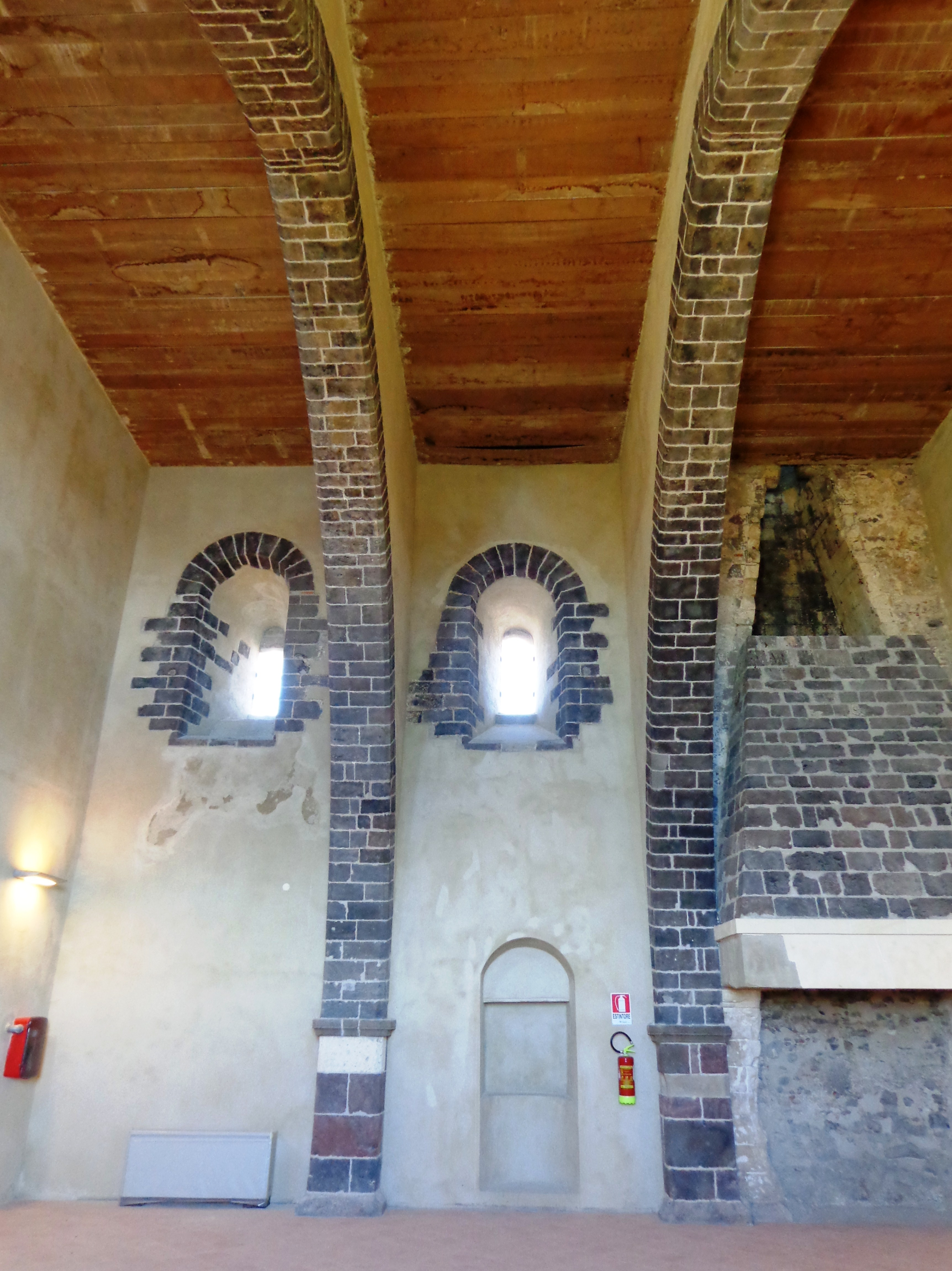
Archi, finestre e camino del "Salone del Parlamento".

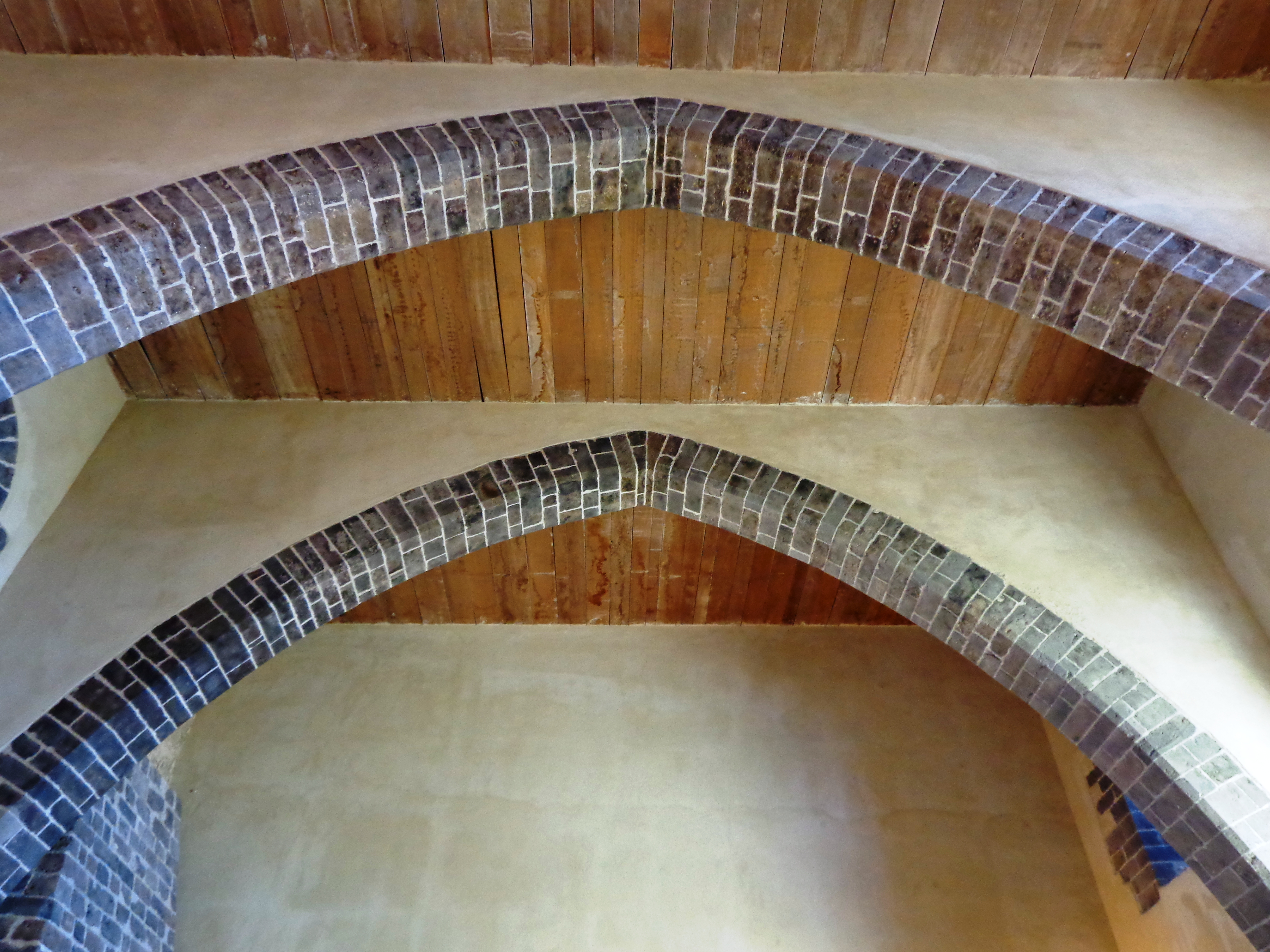
Archi.

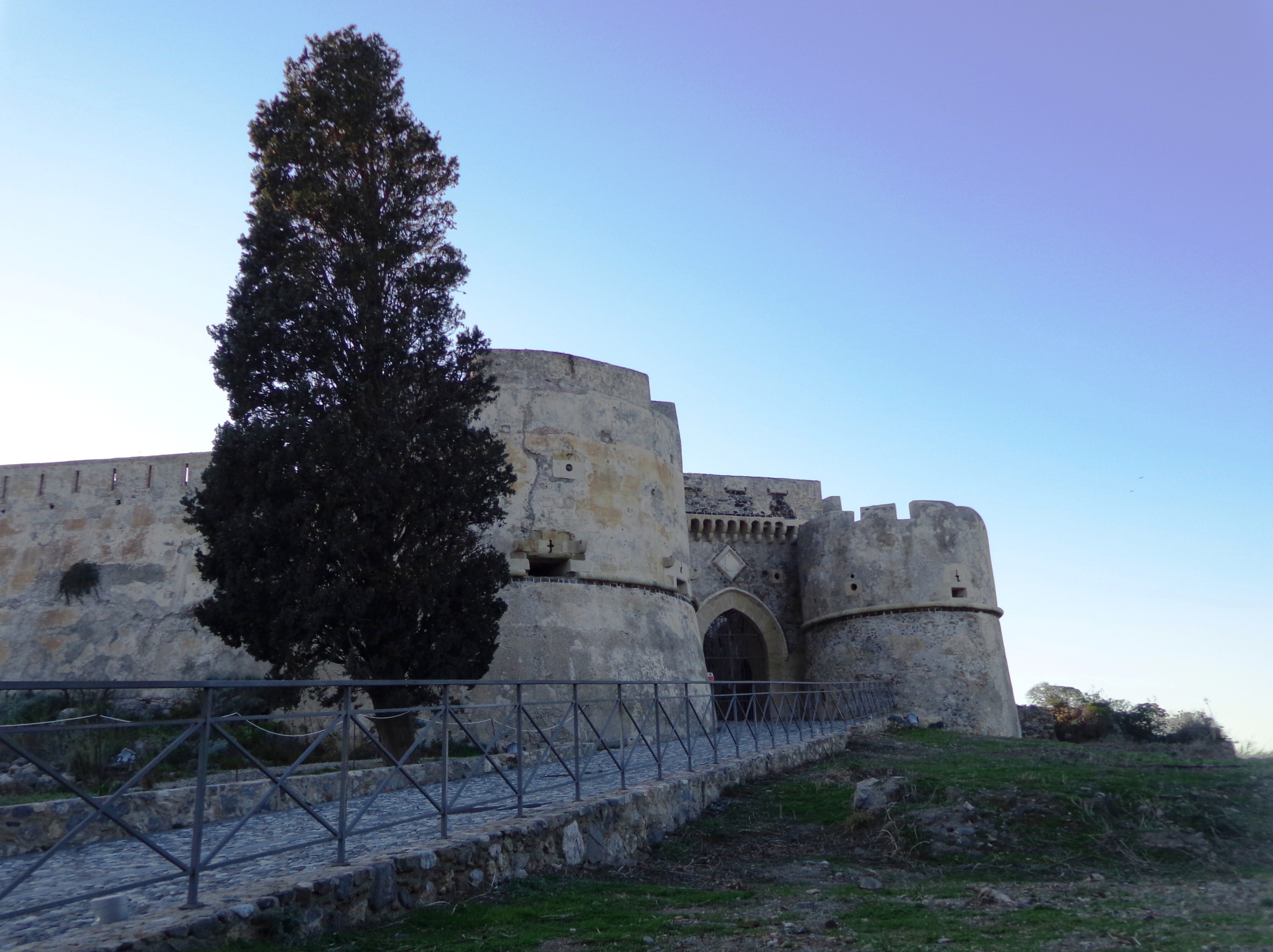
Portale.

Il castello di ''Federico II''. L'ingresso del primitivo nucleo del castello costituito da un portale ogivale di chiara fattura sveva del XIII secolo, è inserito nell'addizione muraria aragonese, formata da una serie di torrioni tondi del XIV secolo. Le torri presentano una decorazione circolare costituita da tarsie laviche, inoltre sono presenti sagome stilizzate di tre tori che sovrastano la decorazione superiore del portale.
L'architetto di Federico II di Svevia, Riccardo da Lentini, "praepositus aedificiorum", ovvero supervisore delle fabbriche regie, come si evince dalla corrispondenza datata 1239, dirige i lavori. Tra le dimore predilette del sovrano quando in Sicilia voleva essere lontano dalla convulsa vita di corte palermitana nel Palazzo dei Normanni.
Durante il regno federiciano è avviato un censimento dei castelli e con il decreto "Statutum de reparatione castrorum" (1231 - 1240), si prevede la loro ristrutturazione e manutenzione a carico dei cittadini.
Il castello è inserito nel Castra exempta redatto per volontà dell'Imperatore Federico II con la collaborazione di Pier della Vigna stilato nel 1239. In esso non compaiono i palazzi e le residenze di caccia e svago, le "domus solaciorum", di pertinenza comunque regia e soprattutto alcuni siti molto noti, spesso sotto il controllo della Curia, che all'epoca non erano ancora stati costruiti o ultimati.
Il corpo principale della costruzione superiore, al quale si accede mediante una scala a gradoni incassata fra la Torre Normanna e le Segrete, è costituito da una serie di ampi vani delimitati a meridione dal Torrione del Parafulmine, l'ambiente principale è denominato "Sala del Parlamento". Sul finire del 1295 all'interno della grandiosa sala si riunisce una sessione itinerante del Parlamento siciliano dopo i moti dei Vespri siciliani presieduta da Federico III di Sicilia o di Trinacria. Nella fattispecie l'"Assise del Real Parlamento di Sicilia" è dettata da motivi bellici derivanti dalla congiura ordita da Giacomo II d'Aragona nei confronti del fratello monarca di Sicilia, tema del contendere la cessione dell'isola agli Angioini per alto tradimento. La sala presenta una serie di poderosi archi di stile orientale, monofore, maestosi portali, particolare è la presenza di un monumentale camino.
È completata la cinta comprendente otto torrioni e i muri di raccordo della piazza d'armi, nel sottosuolo è presente una capiente cisterna.

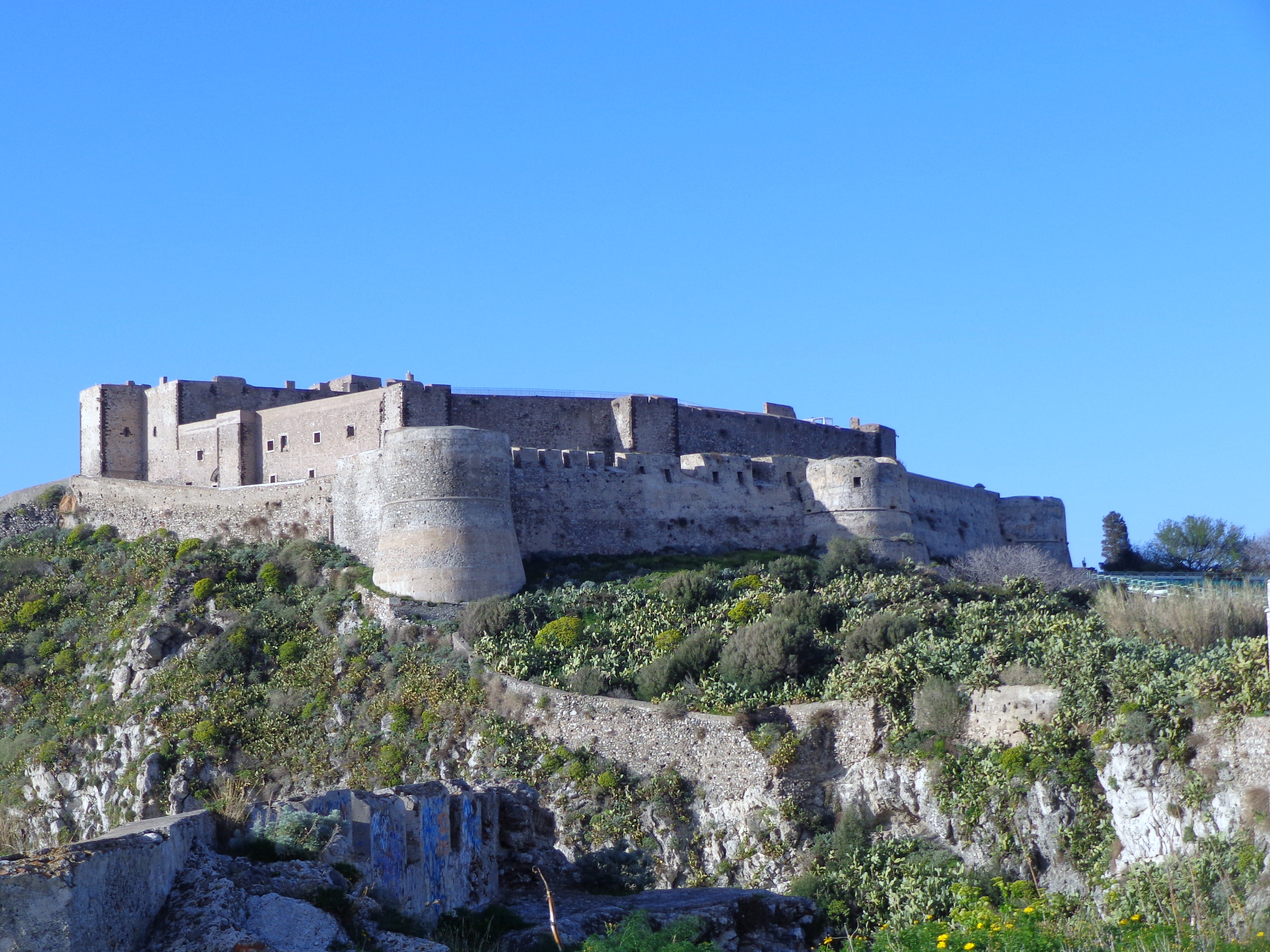
Mastio e Cinta Aragonese

Cinta muraria aragonese. Fu dimora prediletta di Federico III di Sicilia e del fratello Giacomo II d'Aragona, nel periodo in cui era re di Sicilia. Durante le Guerre del Vespro, la fortezza rientra nuovamente nelle mire di Carlo II d'Angiò ma, il tentativo d'assalto frutto della congiura ordita da Giacomo II d'Aragona, è arginato con la Battaglia di Capo d'Orlando del 1299. La vicenda è legata alla Sala sede dell'"Assise del Real Parlamento di Sicilia".
Vespri Siciliani: assedi e tumulti. Nell'arco temporale che intercorre tra l'Assedio di Messina, la Pace di Caltabellotta, la Pace di Catania e il Trattato di Avignone, in ambito peloritano si assiste a lotte intestine tra fazione latina e catalana, capeggiate rispettivamente dalle potenti famiglie Chiaramonte, Palizzi, Rosso, Ventimiglia e Alagona, Aragona, Peralta.
Milazzo e il suo castello furano assaltati il 24 giugno 1282 da una consistente flotta armata di Carlo d'Angiò proveniente dalla Calabria. Acquartieratisi in loco, sferrarono l'assedio di Messina, dove furono prontamente respinti dalle truppe di Pietro III d'Aragona che il 22 settembre rioccupò la fortificazione milazzese.
L'iniziale disputa tra Giacomo e Federico III, le successive combinazioni matrimoniali tra componenti di fazioni contendenti, l'entrata in scena di personaggi filo angioini, le cospicue somme di denaro volte a corrompere elementi di coalizioni, degenerarono in guerra civile grazie appunto alle posizioni altalenanti di personalità che parteggiavano e tramavano ora per l'una, ora per l'altra corrente, salvo poi tornar fedeli alla vecchia causa. I componenti di Casa d'Aragona, invisi alla potentissima famiglia Chiaramonte, sono costretti a dimorare nelle fedeli roccaforti di Messina e Catania, e governare con sessioni itineranti del Parlamento Siciliano tenute anche a Taormina, Paternò.
Negli anni successivi, Ludovico di Sicilia inviò l'esercito regio contro i Chiaramonte, sfidandoli sulla piana di Milazzo. Solo nel 1350 si arrivò ad un compromesso di pace. Il breve regno di Ludovico d'Aragona culminò con la morte del sovrano causa epidemia di peste nera. Le sorti della corona furono rette dalla vicaria abadessa Eufemia d'Aragona, reggente del Regno a favore del fratello Federico IV di Sicilia. Le tensioni fra le parti si allentarono solo con l'uccisione e morte del filo angioino Nicolò Cesareo, e con esse si concluse la temporanea egemonia di Milazzo sugli altri centri del Vallo (Castroreale, Monforte, Santa Lucia), preludio allo smembramento del territorio.
Sotto il mandato di Alfonso il Magnanimo è aggiunta la cinta muraria formata da cinque robuste torri cilindriche che sormontano ciclopiche scarpe troncoconiche raccordate da muraglioni merlati con lo scopo di prevenire futuri attacchi. Le due torri semiaccostate poste a settentrione incorniciano la primitiva porta sveva sormontata dalle insegne della Corona d'Aragona. Lo stemma, un rombo marmoreo, raffigura l'aquila di San Giovanni che regge lo scudo della Spagna unificata con gli emblemi araldici degli antichi regni di Castiglia, Aragona, Leon, Navarra e Granada. Analogo stemma incorniciato da un rilievo lavico è inserito sul portale d'ingresso alla Piazza d'Armi. Un sesto torrione è posto in posizione più arretrata, esso definisce un percorso obbligato strategicamente controllato.
Nel 1630 il Torrione meridionale è denominato Torrione della Cisterna, pur mantenendo elementi di caratteri difensivo è stato trasformato in serbatoio d'acqua.

### Epoca del Viceregno di Sicilia

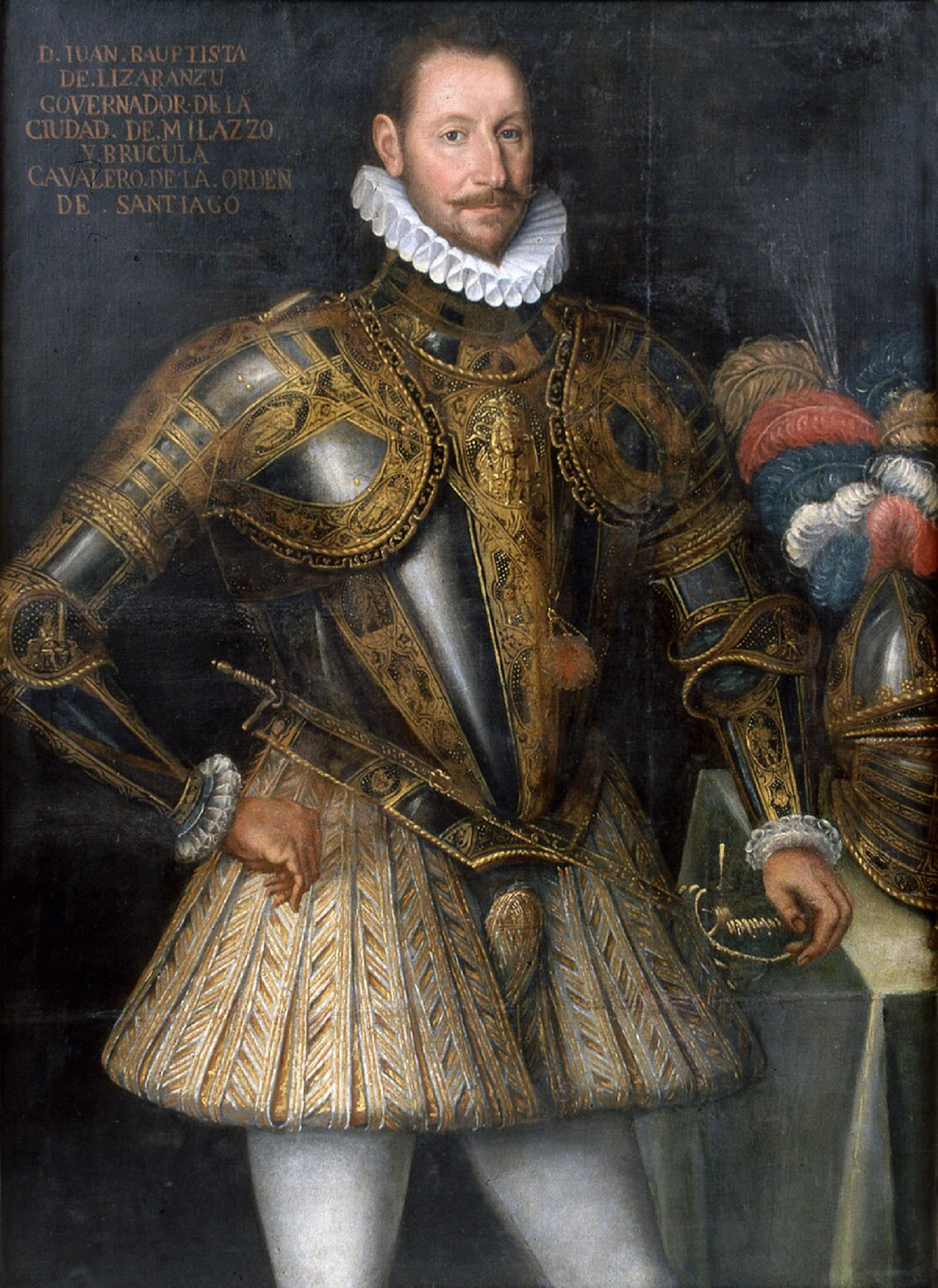
Ritratto di Giovan Battista De Lizaranzu, governatore dei castelli di Milazzo e Brucoli

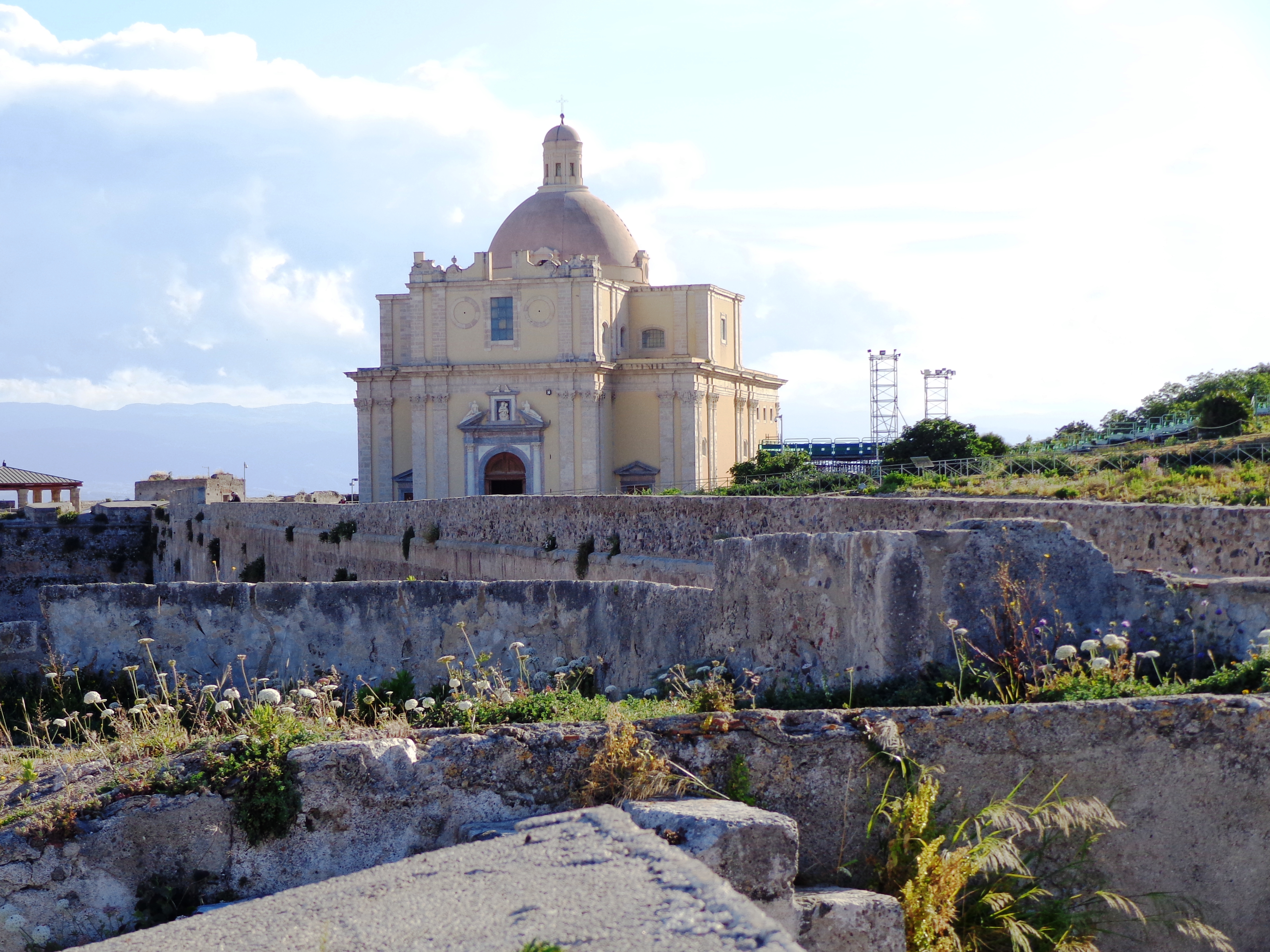
Il "Duomo antico" visto dagli scavi.

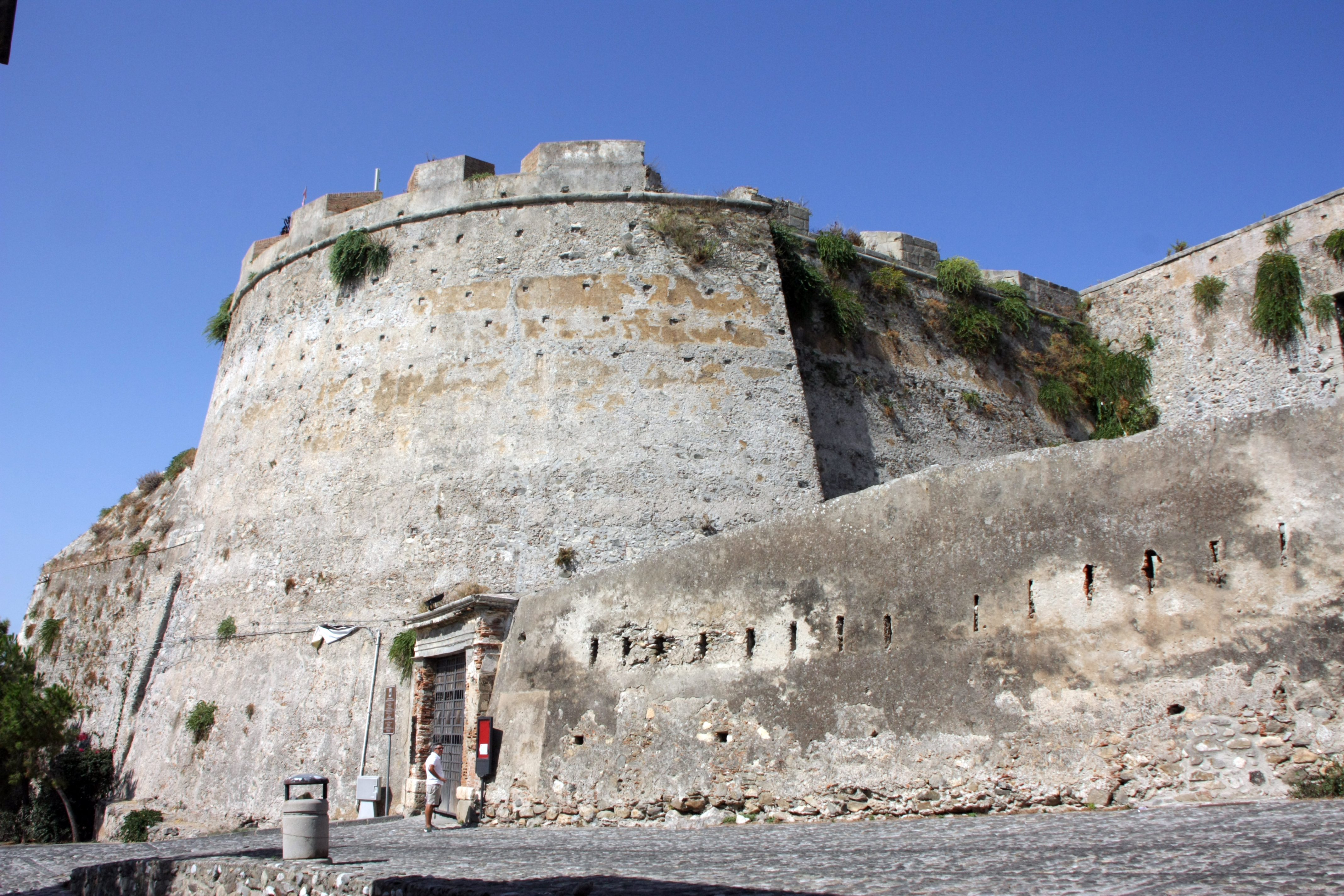
Bastione di Santa Maria e attuale ingresso.

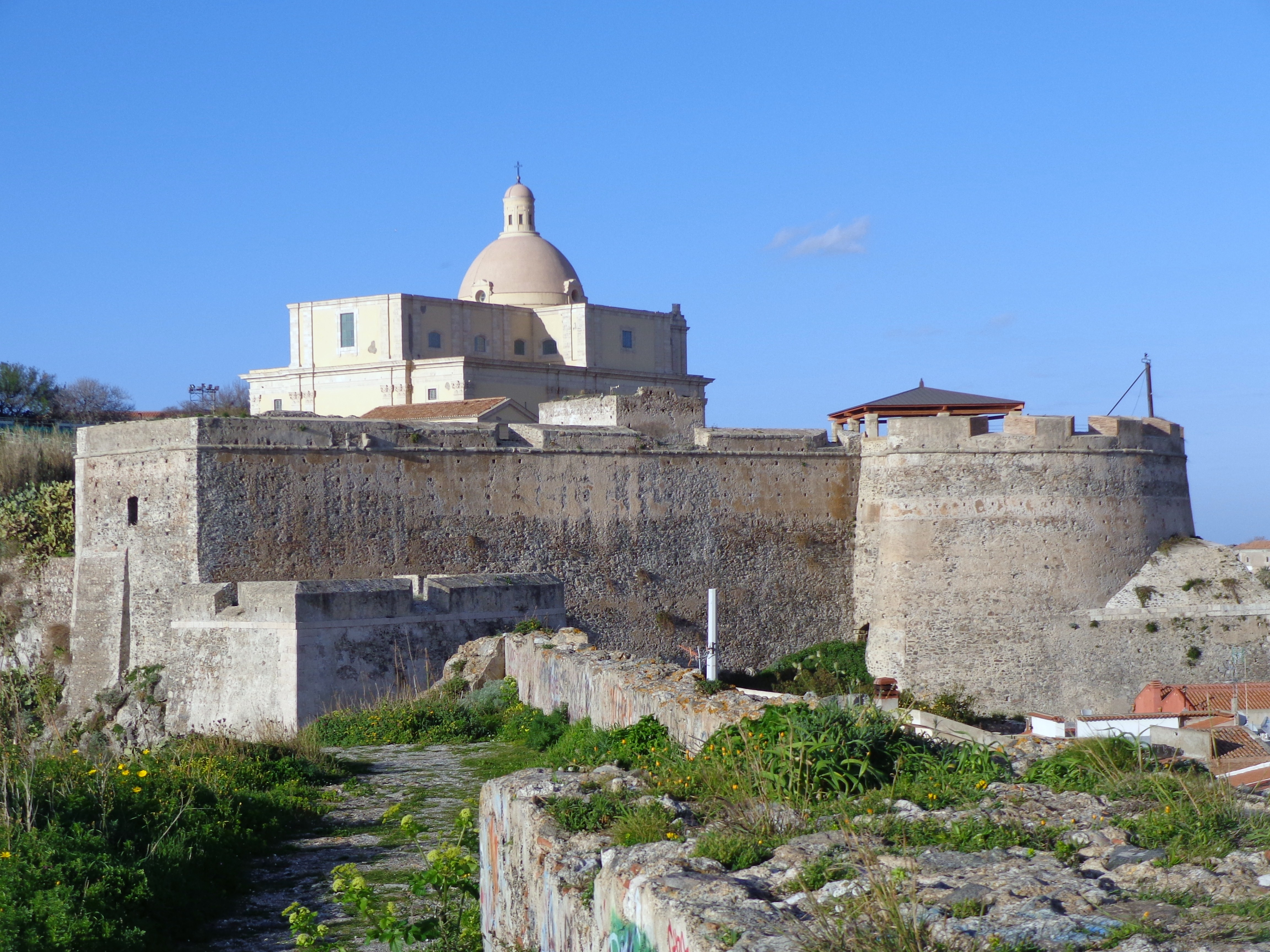
Bastione di Santa Maria e duomo.

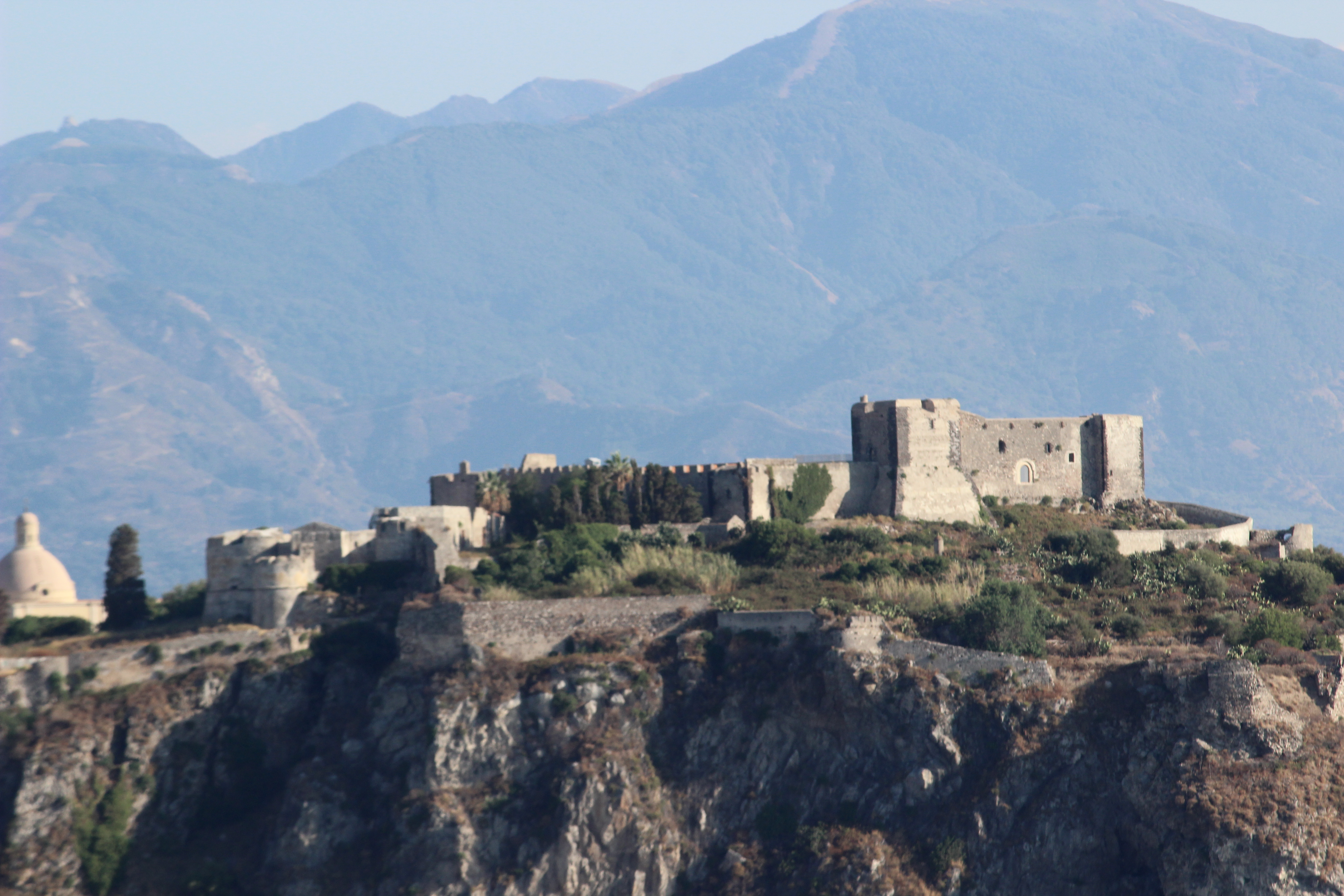
Veduta da tramontana.

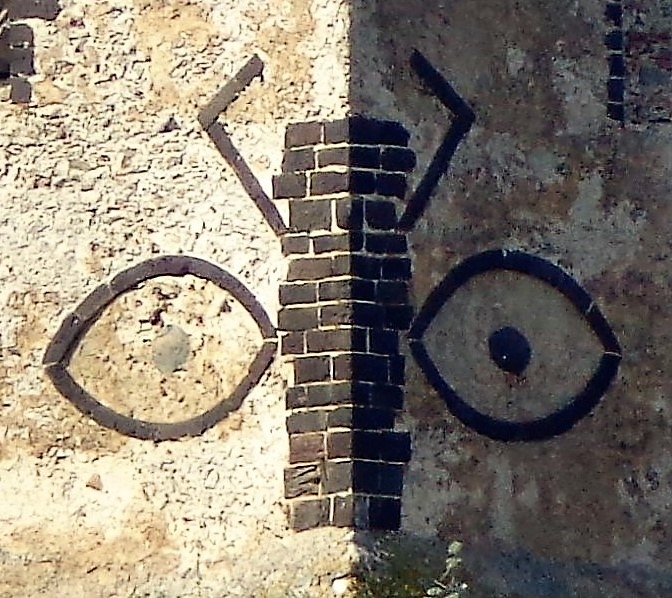
Insetto magico.

Il nucleo abitativo collocato nella parte pianeggiante della rocca è difeso dall'imponente Cinta muraria spagnola a partire dal 1523. I torrioni con base troncoconica a scarpa sono aggiunti durante la dominazione spagnola dell'Imperatore Carlo V, opera del viceré di Sicilia Ettore Pignatelli e del successore Lorenzo Suárez de Figueroa y Córdoba, duca di Feria. Dell'importanza del castello nel XVI secolo ne sono testimonianza i vari e importanti architetti succeduti alla direzione dei vari cantieri: Pietro Antonio Tomasello di Padova, Antonio Ferramolino, Orazio del Nobile, Camillo Camilliani, Tiburzio Spannocchi, Carlo Maria Ventimiglia e Pietro Novelli, quest'ultimo verosimilmente più impegnato in ambito civile e artistico nella definizione dei quartieri di San Papino e di San Gennaro Superiore, e militare con la costruzione di baluardi e fortificazioni varie, nel biennio 18 aprile 1643 - marzo 1645.
- 1524, Sono documentati molteplici soggiorni del Viceré di Sicilia Ettore Pignatelli, conte e duca di Monteleone. Non solo baluardo difensivo, ma nucleo del centro amministrativo del regno.[33][34]

La grande opera difensiva o fortificazione alla moderna consta di baluardi o bastioni: poligonali (triangolari a vanga) o ad asso di picche (con orecchioni), batterie, cortine: muri rettilinei, contrafforti, gallerie, garitte di vedetta, merlature, polveriere e santabarbara, ponte levatoio, rivellini di mezzaluna e di controguardia.
La continua caccia ai fratelli Ishak, Elias, ʿArūj e Khayr al-Din Barbarossa (1543), al temibile Dragut (1563), sono eventi che anticipano la Conquista di Tunisi e la trionfale campagna culminata con la Battaglia di Lepanto.
Le scorrerie su isole, coste e insediamenti interni, si susseguono a ritmi incalzanti. Come si evince dal Registro delle attività militari di Milazzo dell'anno 1554, per tale motivo le cittadine di Tripi, Montalbano, Novara di Sicilia, Furnari, Castroreale, Santa Lucia del Mela, Condrò, San Pier Niceto, Monforte San Giorgio, Rometta, Rocca, Maurojanni, Venetico, Bauso, Saponara, dovevano inviare un contigente di milizie al Castello di Milazzo e predisporre guardie lungo il litorale di competenza. Infatti, all'avvistamento di imbarcazioni non identificate, tanto nel golfo di Patti che nel golfo di Milazzo, il capitano d'armi dava disposizioni al sergente maggiore di fare segnali di fuoco e fumi, al castellano spettava il compito di sparare tre colpi di cannone. Le procedure rientravano nel complesso sistema d'azioni di prevenzione e difesa del territorio attraverso la fitta rete di castelli e torri d'avvistamento costiere e collinari.
- Il 13 aprile 1583, viceré di Sicilia, Marco Antonio Colonna, definì il nuovo assetto territoriale del Regno e decretò l'istituzione della comarca di Milazzo.

Le continue scorrerie e incursioni barbaresche fanno nel 1571, di Milazzo e Messina porti base per la raccolta delle navi dell'armata cristiana nella Battaglia navale di Lepanto.
Tra il 1674 e il 1676, con Rivolta antispagnola di Messina, il Castello è importante piazza d'armi e quartier generale del viceré don Francesco Bazan y Benavides, marchese di Bajona, che attende la resa della città ribelle con Gregorio Carafa, l'ausilio militare dell'Ordine Gerosolimitano e del nipote di quest'ultimo Carlo Maria Carafa (1651-1695), IV Principe della Roccella. Assieme al suo predecessore Claude Lamoral, I principe di Ligne, è avanzata richiesta al governo spagnolo che le fortificazioni fossero adeguatamente risarcite. Durante gli avvenimenti le azioni politiche sono svolte dal viceré Fadrique Álvarez de Toledo y Ponce de León, marchese di Villafranca.
Tra gli architetti spicca la figura dell'ingegnere militare fiammingo Carlos de Grunenbergh incaricato per il ripristino delle fortificazioni delle piazze di Milazzo e Agosta.

#### Gli edifici della cinta muraria
Cittadella Nuova.

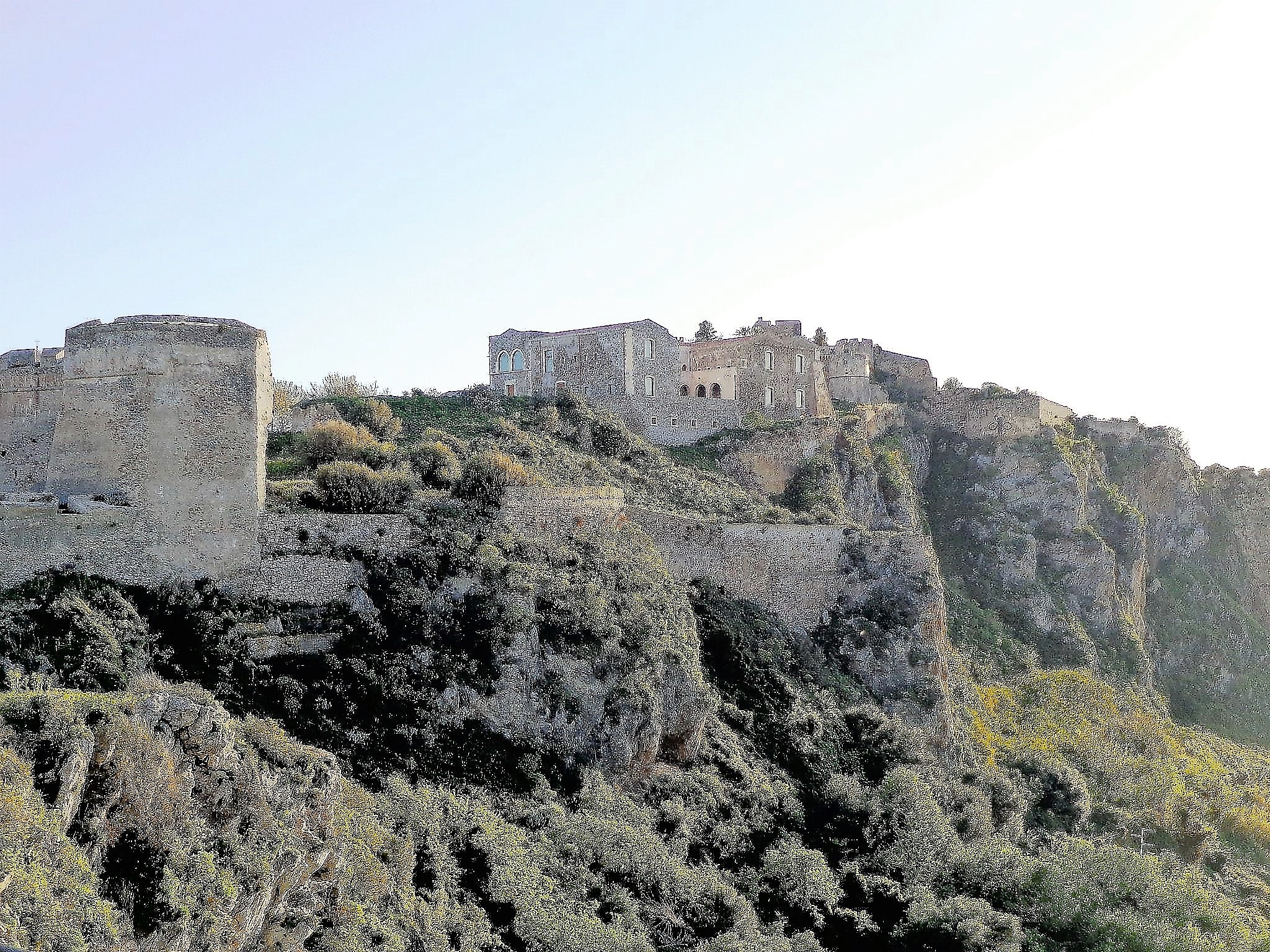
Fortificazioni, monastero delle Benedettine e Scarabeo.

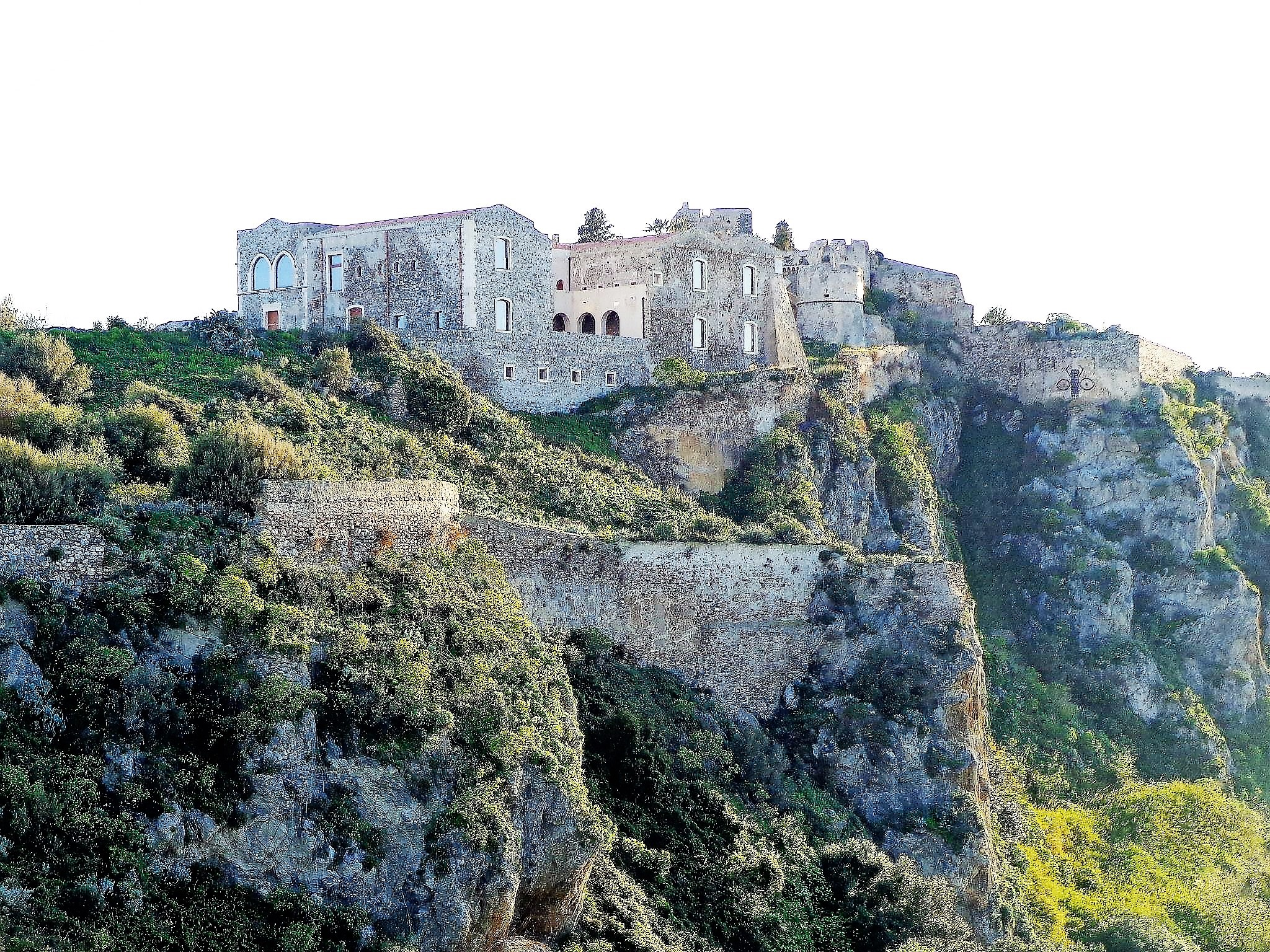
Monastero delle Benedettine e Scarabeo.

- Bastione della Fornace o della Fonderia.
- Rivellino di mezzaluna della Fornace o della Fonderia.
- Cortina della Fonderia o Meridionale.
- Cortina di Santa Maria.
- Contrafforte del bastione di Santa Maria.
- Batterie di Santa Maria del 1687, opera del viceré Juan Francisco Pacheco, principe di Uzeda.[37]
- Bastione di Santa Maria[31] con orecchione, corrispondente all'antica chiesa di Santa Maria. I vani interni del bastione inglobano i ruderi del tempio di culto demolito per consentire la realizzazione dello stesso, oltre a depositi d'artiglieria e magazzini di granaglie, era adibito a prigioni. La contraguardia ad angolo acuto di rinforzo fu aggiunta dal viceré Lorenzo Suárez de Figueroa y Córdoba, duca di Feria.[42]
- Bastione di San Giacomo.[42]
- Bastione di Messina.
- Bastione di Palermo. Dopo la rivolta antispagnola furono costruiti tre forti:[43]
  - Fortino di Porta Palermo,
  - Fortino Lionti presso Porta Nuova,
  - Fortino di Porta Messina.
- Cortina di San Rocco o Cortina occidentale del 1622, opera del viceré Emanuele Filiberto di Savoia.[44] Lungo il percorso si aprivano tre porte.
- Cortina delle Isole.
- Baluardo delle Isole con orecchione e Porta delle Isole o delle sette porte,[31] ubicati all'estremità nord orientale.
- Galleria di contromina.
- Fortino dei Castriciani.[42]
- Rivellino di controguardia meridionale.
- Rivellino di controguardia di San Rocco.
- Rivellino di controguardia di San Giovanni. Nel 1645 - 1646 il viceré di Sicilia Piero Faxardo Zuniga y Requesens, marchese di Los Veles, ne dispone la costruzione assiema ai:[37]
  - Rivellino meridionale,
  - Fortino prossimo a Porta Sant'Anna
  - Fortino prossimo San Giuseppe.
- Deposito munizioni o Polveriere o Santabarbara o Almazenes de polvora. Due polveriere circolari e una rettangolare con volta a botte sono ubicate sul costone roccioso occidentale rispettivamente in prossimità del Torrione del Parafulmine e dirimpetto alla Torre Normanna.
- Redutto de la Mola o Discesa Porticella. Viottolo percorribile a cavallo o dorso di mulo, da cui deriva il nome, che collegava il Castello alla Spiaggia di Ponente.
- Batteria de la Mola.
- Batteria del 1840 posta presso il Baluardo delle Isole.
- Batteria della Tonnara. Batteria di cannoni posta a difesa del Castello. Forte della Tonnara e Forte dell'Albero eretti dagli spagnoli per gli scontri del 1718.[45]
- Batteria di San Giovanni.
- Batteria del Quartiere.
- Batteria di San Francesco di Paola.
- Batteria di San Rocco.
- Fortino del Carmine.
- Mezzaluna, baluardo orientale del 1578 prossimo al Torrione di Sant'Ermo.[46]
- Mezzaluna, baluardo occidentale del 1582.[46] Altre tre mezzelune furono erette a difesa della Cortina dei Cappuccini, dei quartieri adiacenti e del porto.[43]
- Torrione di Sant'Ermo con ponte levatoio, costruito nel 1581 da Marco Antonio Colonna sulla spiaggia di levante.[41]
- Forte Ferrandina.
- Grotta di Polifemo,[47] ambiente ipogeo adibito a deposito di munizioni e polveriera.

Regnante Filippo V, viceré e cardinale Francesco del Giudice, fu completata la Cortina dai Cappuccini attraverso Porta Alemanna, la costruzione di Porta San Gennaro, e il Rivellino Giudici demolendo la Porta San Papino. Nel 1722 il viceré Gioacchino Fernández Portocarrero, conte di Palma, promosse la ricostruzione di tutti i manufatti.
Edifici religiosi:
- 1527, Chiesa di Santa Maria e Arco trionfale di Santa Maria, i manufatti parzialmente demoliti nel 1568 sono documentati come strutture inglobate nel Baluardo di Santa Maria.[50]
- XIV secolo, Chiesa del Salvatore e monastero delle Benedettine (1616 - 1637). Nel 1755, i luoghi di culto sono trasferiti nelle nuove strutture della chiesa del Salvatore e monastero delle Benedettine nell'adiacente Borgo Antico. L'intera costruzione ristrutturata, i locali destinati inizialmente a Ospedale del Presidio Militare, in seguito temporaneamente adibiti a sede della Guardia di Finanza. Dopo tale utilizzo l'edificio è abbandonato al degrado e alle devastazioni. Oggi la costruzione è completamente recuperata e fruibile. Il complesso è spesso confuso col Palazzo de' Giurati,[51] che alcune fonti (Napoli e Perdichizzi, Planimetria dell'Archivio di Stato di Napoli), documentano fronteggiasse la Chiesa Madre, ad oggi non risultano essere rilevate tracce di ulteriori opere o strutture murarie che attestino la presenza di palazzetti nobiliari nelle adiacenze del monastero tantomeno altrove.
- ?, Palazzo dei Giurati o Casa di Città (?),[51] Documentato dirimpetto al Duomo. Dopo il 1801 anno in cui i civici magistrati sono trasferiti nella città bassa, tale edificio è demolito e non localizzabile.
- ?, Chiesa dell'Annunziata d'epoca bizantina edificata presso il Baluardo delle Isole.[52]
- ?, Chiesa di San Nicolò nella Città Murata, demolita all'inizio del XVII secolo per la costruzione del duomo antico di Santo Stefano.
- ?, Chiesa di Sant'Antonio nella Città Murata, demolita all'inizio del XVII secolo per la costruzione del duomo antico di Santo Stefano.

##### Porte

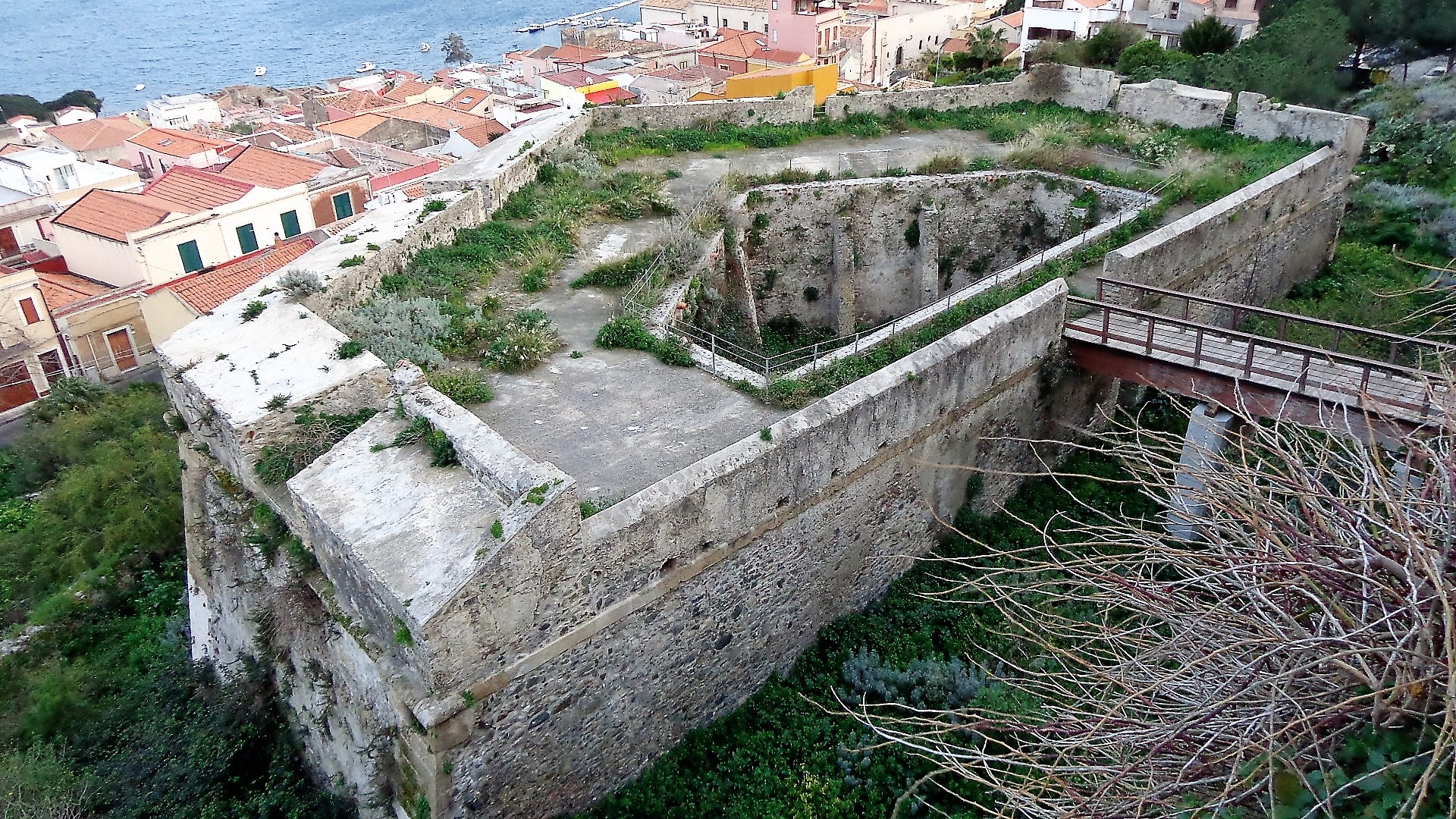
Rivellino di San Giovanni.

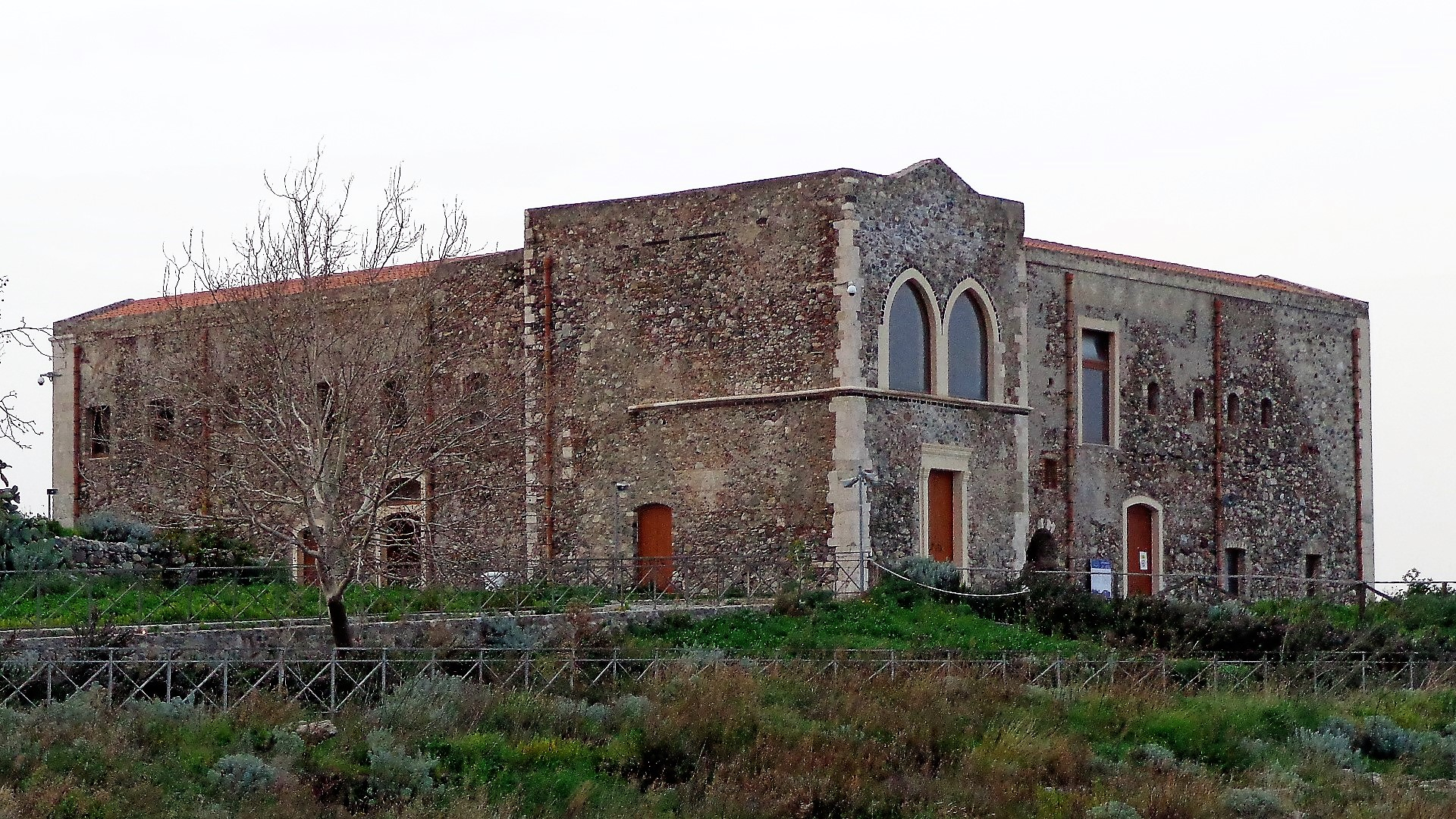
Monastero delle benedettine.

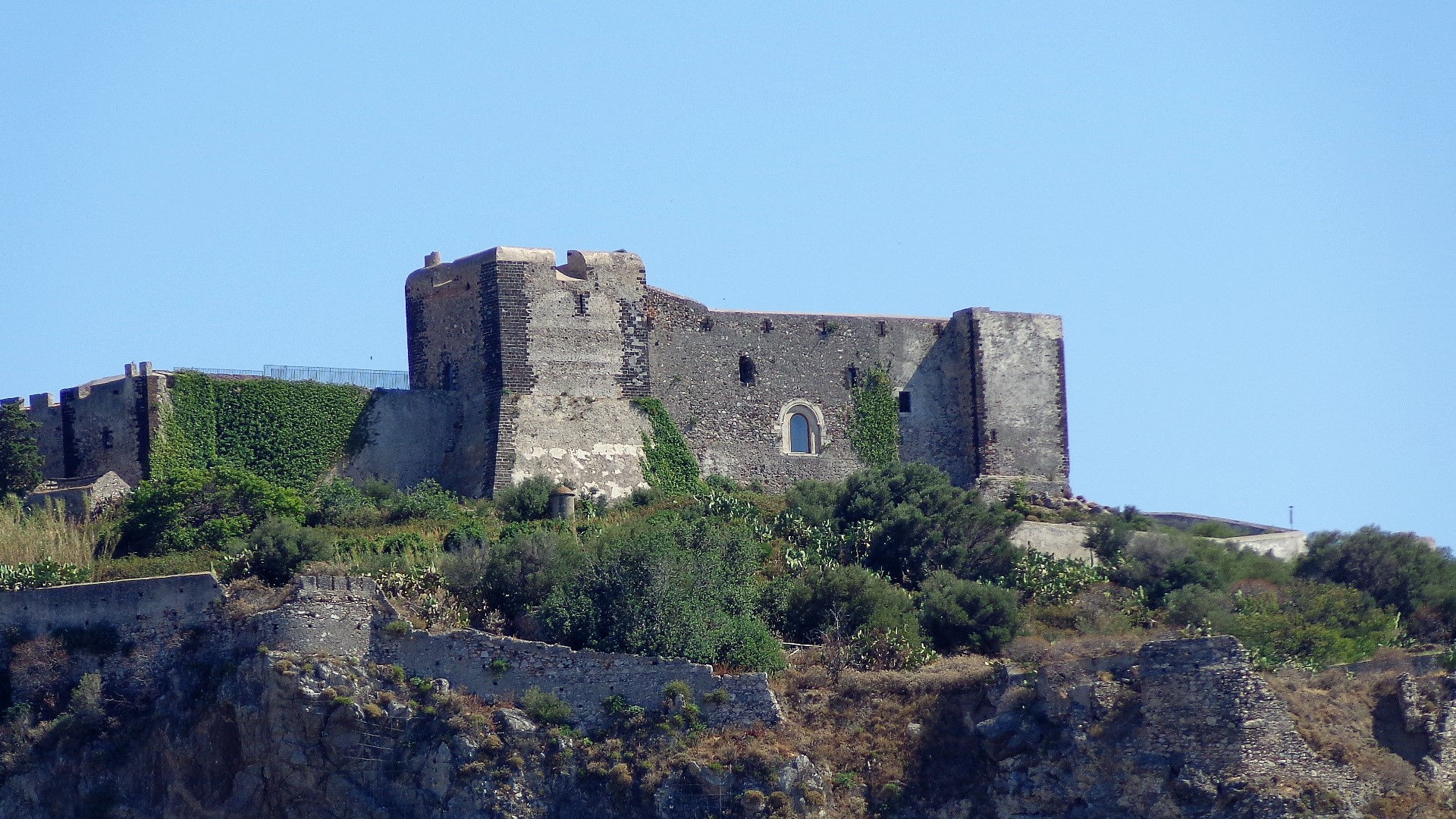
Torrione saraceno, Salone del Parlamento, Torrione meridionale, prospetto occidentale.

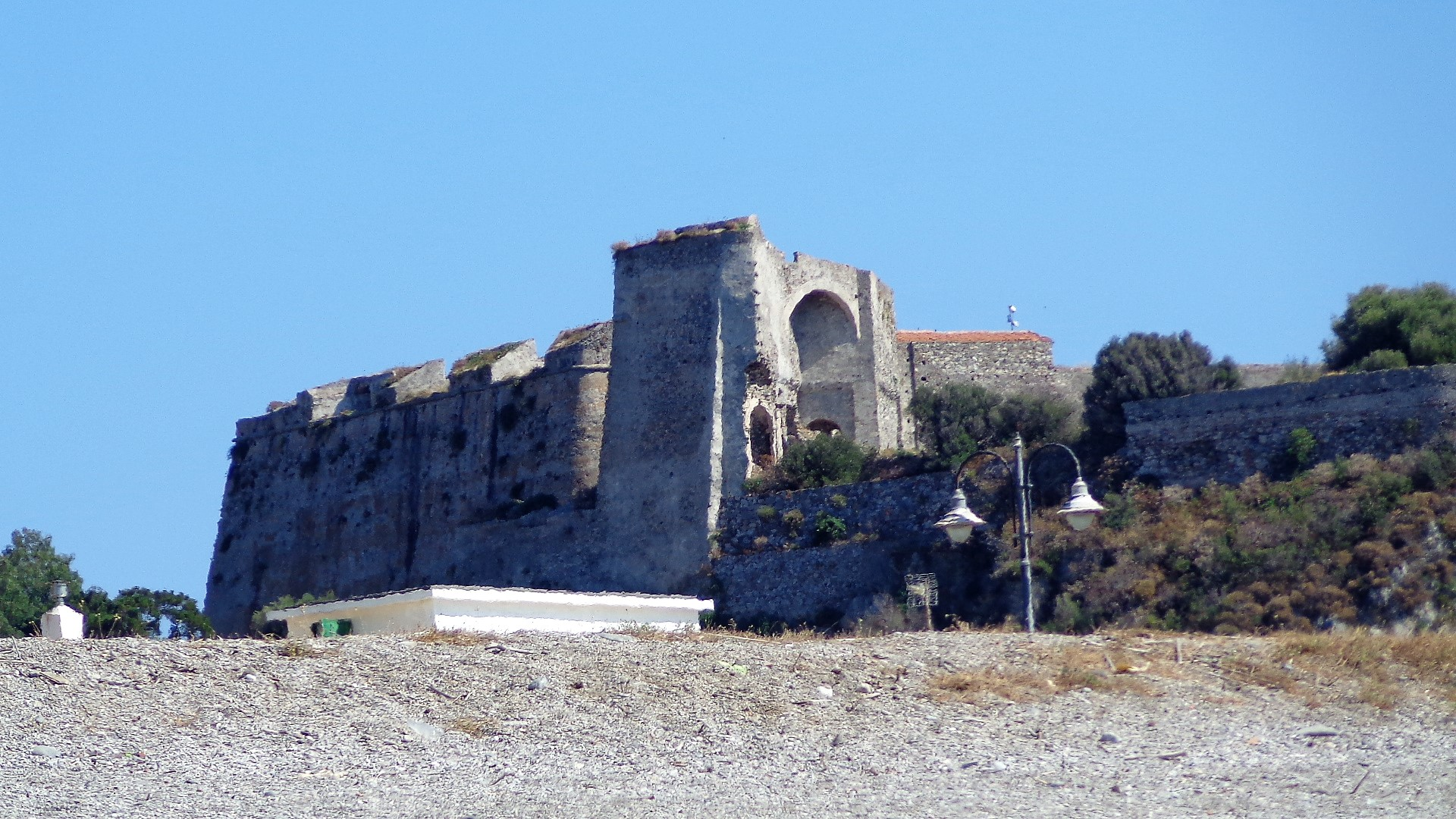
Bastione delle Isole.

- Accessi sulla Cortina di San Rocco:
  - Porta Nuova documentata nel 1582[53] o Porta San Giacomo o Porta Palermo;[50]
    - 1659, Porta Reale o Porta dei Santissimi Martiri poi Porta Pertuso al largo del Carmine, regnante Filippo III di Sicilia.[54]

  - Porta Emannuella del 1622[46] o Porta San Papino[22] corrotta temporaneamente in Porta di San Francesco di Paola;
    - Porta Alemanna o Porta San Francesco di Paola di levante, così denominata durante l'assedio spagnolo (1718 - 1720);[37]

  - Porta di San Francesco di Paola.
- 1697, Porta Messina.[55] La cortina inglobava la primitiva Porta Nuova.[56] Nel 1719 avviene la demolizione per cannoneggiamento.
- ?, Porta del Quartiere.[57]
- ?, Porta di Re Giacomo.[22]
- ?, Porta Sant'Anna o Porta del Capo,[58] documentata nel 1588c. e verosimilmente più vecchia di un secolo, diroccata nel 1852.
- ?, Porta Vaccarella o Porta dei Cappuccini o Porta di Mare.[42]
- ?, Porta di San Gennaro.
- ?, Porta delle Isole o Porta delle sette porte.
- ?, Porta del Promontorio.
- ?, Porta del Castaldo.
- Porta Zirilli;
  - Arco in Arenaria, varco d'accesso al ponte levatoio;
  - Fossato di protezione oggi colmato.
    - Ponte levatoio, nell'arcata d'accesso sono presenti gli alloggiamenti dei meccanismi di manovra.
    - Porta di Santa Maria o delle tre porte o ferrata.[59] varco d'accesso alla galleria. Per la sua costruzione fu demolita la chiesa del Santissimo Salvatore.
      - Tunnel d'accesso.
      - Porta Ferrata, varco documentato con cancello in ferro abbassato a ghigliottina.

### Piazzaforte savoiarda e tedesca

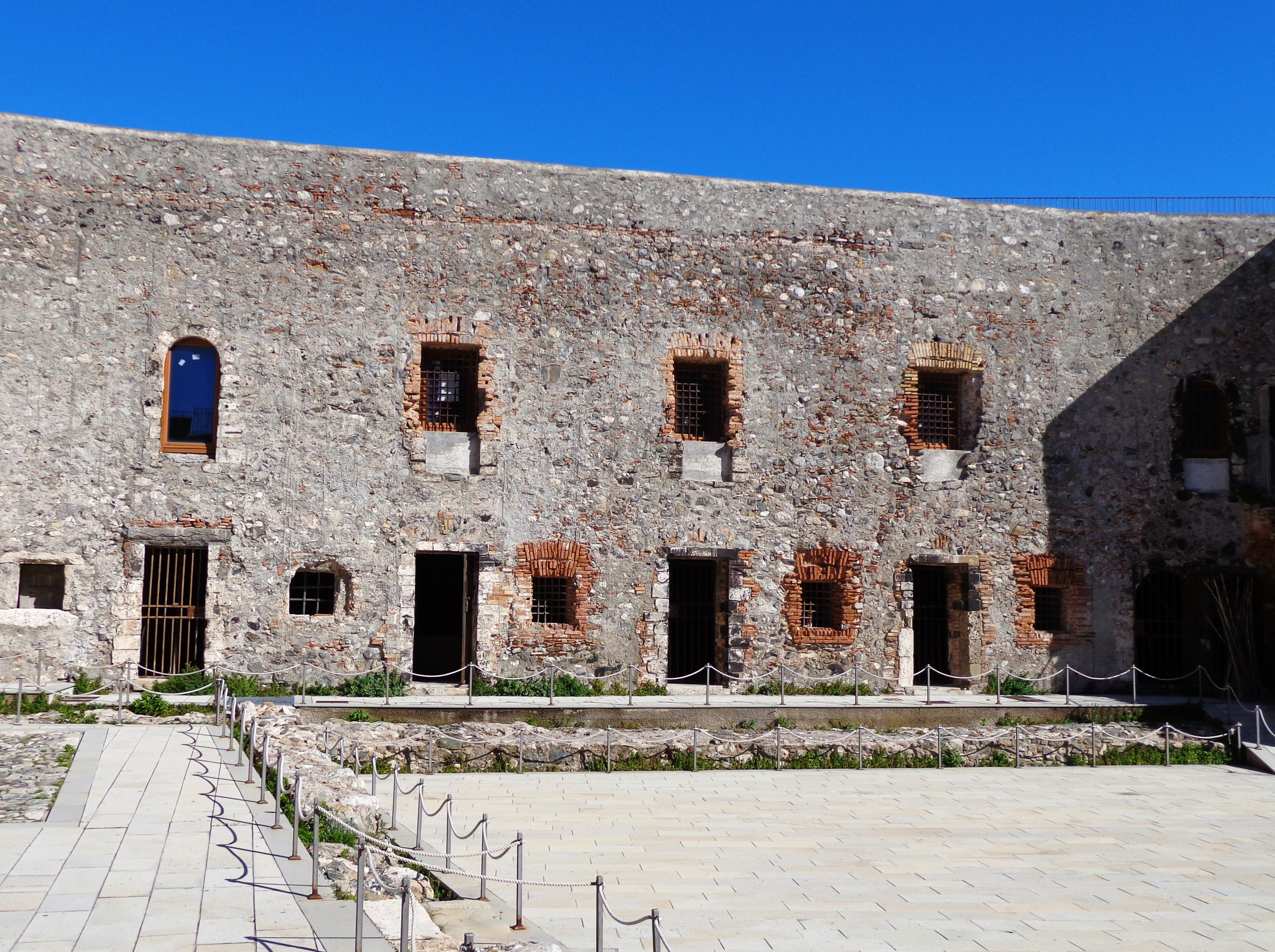
Ala "Piazza d'Armi" lato Est.

Nel 1713, il castello è base per le armate austro - piemontesi contro gli attacchi spagnoli capitanati dal Viceré Jean François de Bette III Marchese di Lede.
Dal 1718 al 1720, nella "guerra di successione" il presidio del castello, composto di truppe inglesi, tedesche e olandesi, resiste valorosamente all'assedio da parte spagnola: la battaglia di Milazzo e quella di Francavilla vanno inserite nel contesto dei conflitti contro la Quadruplice alleanza combattuti dal regno di Spagna contro Inghilterra, Francia, Austria e Paesi Bassi per il predominio sul mar Mediterraneo. Con il trattato dell'Aia l'isola passa da Vittorio Amedeo II a Carlo VI d'Asburgo, termina la parentesi savoiarda e inizia la dominazione austriaca fino al 1734.

### Epoca del Regno di Sicilia durante la dinastia dei Borbone
- 1734, Carlo di Borbone riconquistò l'isola.
- 1743 - 1744. Epidemia gravissima meglio nota come peste di Messina.[63][64]

Dal 1805 al 1815, diviene piazzaforte inglese nel corso delle guerre napoleoniche, e ospita flotta e truppe a difesa di Ferdinando riparato con la corte borbonica nella reggia di Palermo. A questo periodo risale il rinvenimento della gabbia metallica coi resti dell'irlandese Andrew Leonard durante gli scavi effettuati nel 1928.
- Cimitero degli inglesi ubicato a ridosso del Rivellino di san Giovanni.

## La Cittadella borbonica

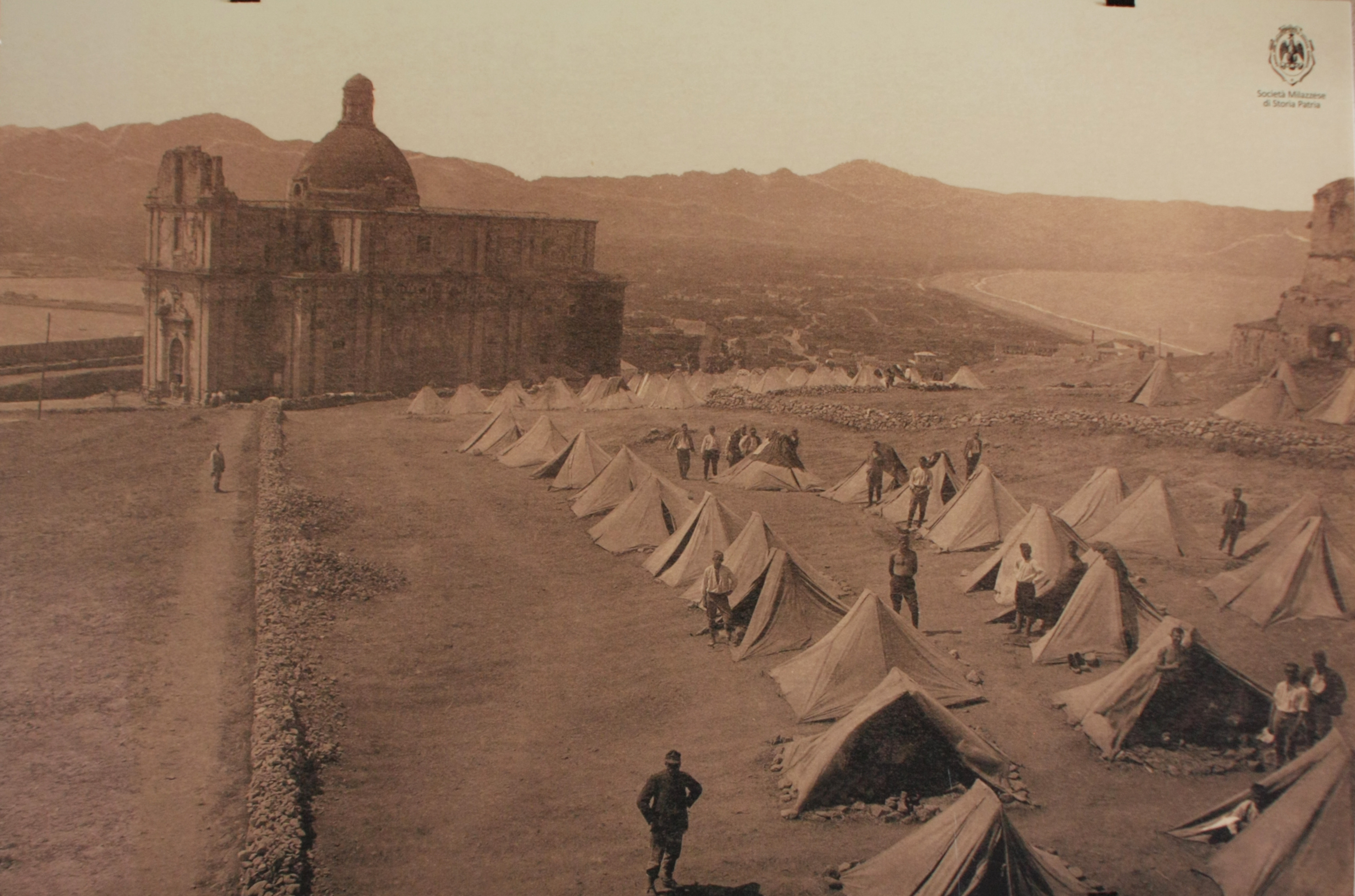
Prigionieri durante il I conflitto mondiale.

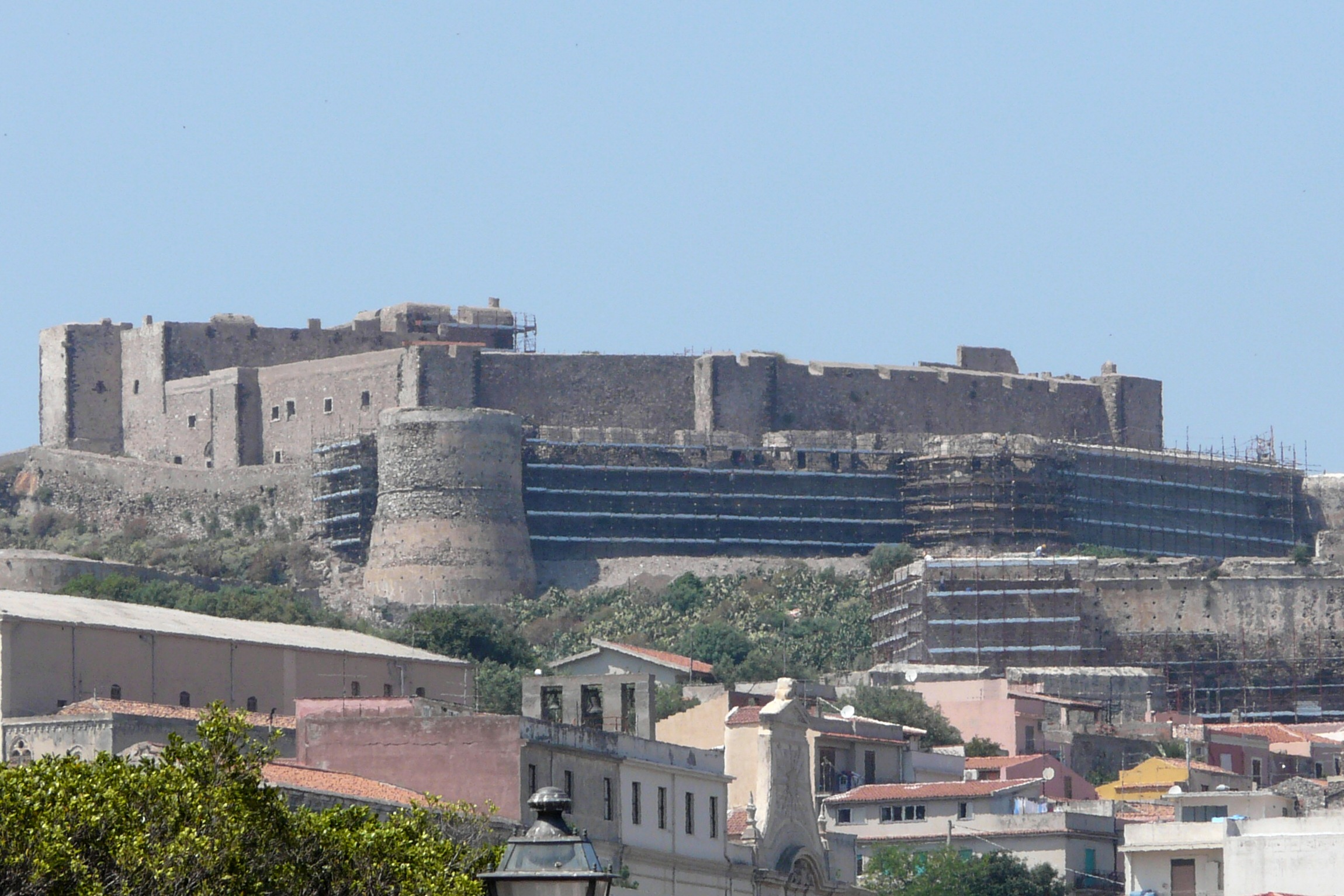
Lavori di consolidamento dei bastioni.

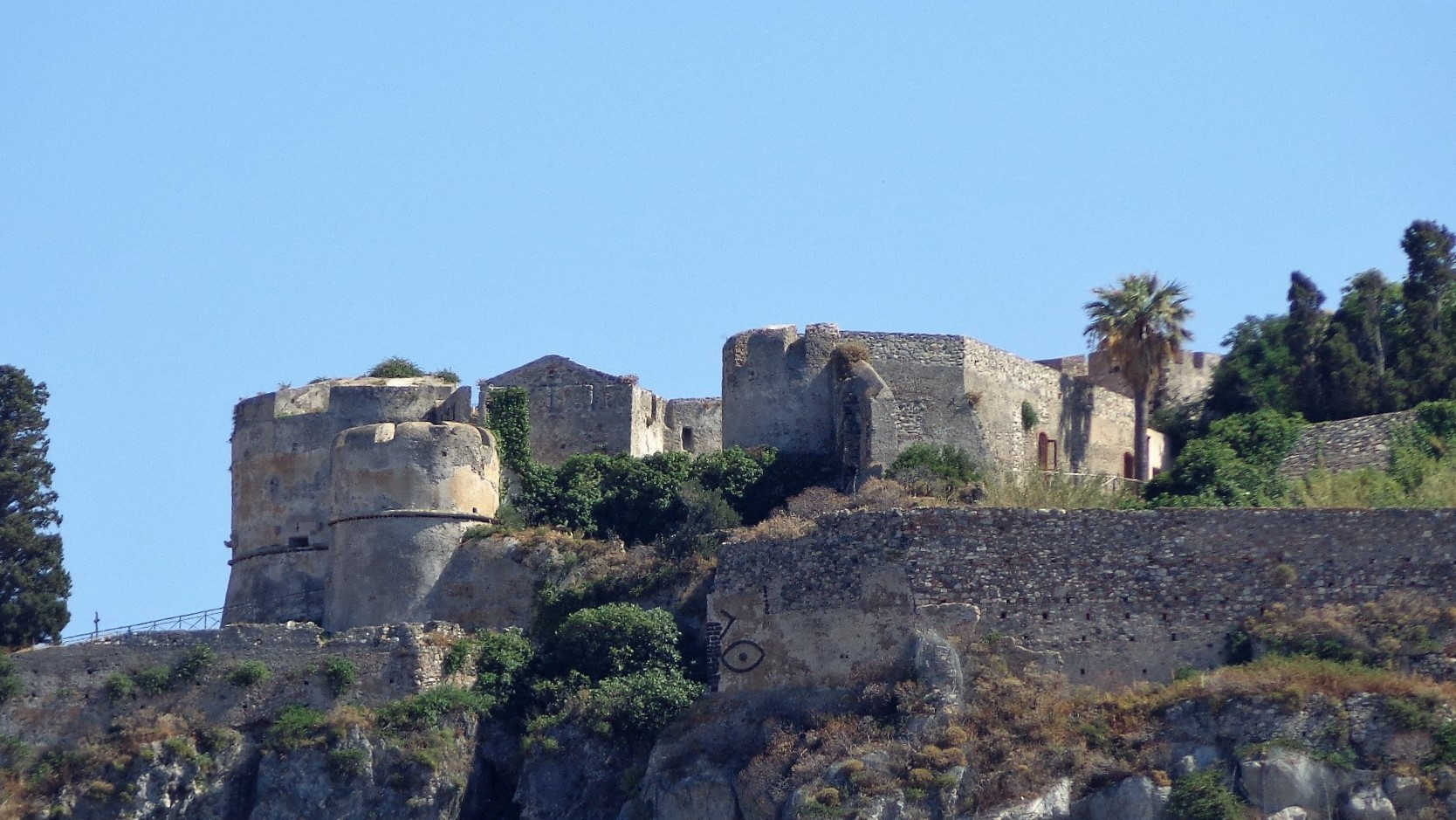
Varco d'accesso dei tre torrioni inserito nella cinta aragonese.

Nel 1820 l'armata napoletana comandata dal generale Florestano Pepe inviata in Sicilia per sedare i moti separatisti muove dalla cittadella di Milazzo a Palermo.
Durante i moti risorgimentali della Rivoluzione siciliana del 1848 Milazzo è al centro degli avvenimenti legati all'assedio e all'eroica difesa di Messina, ma cade, occupata dal generale borbonico Carlo Filangieri il 9 settembre.
Il 20 luglio 1860 la città di Milazzo rappresenta l'ultimo baluardo borbonico prima della conquista di Messina e la definitiva cacciata dalla Sicilia dei Borbone di Napoli. La popolazione ormai stremata ma, rinvigorita dai successi delle imprese Garibaldine, appoggiata dal concreto aiuto delle popolazioni del comprensorio, dopo lo scoppio insurrezionale della vicina Barcellona Pozzo di Gotto e le due Battaglie di Corriolo, affronta la Battaglia di Milazzo per la conquista della Cittadella fortificata. I moti in provincia avevano richiamato il rinforzo delle truppe borboniche capitanate dal colonnello Ferdinando Beneventano del Bosco a sostegno della sparuta guarnigione di stanza nella fortificazione di Milazzo.
La pirocorvetta Tukory, moderna unità della marina borbonica, consegnata alla flotta Sarda dal corrotto capitano Amilcare Aguissola, "invitato" e "convinto" al tradimento dall'ammiraglio Carlo Pellion di Persano, cannoneggia incessantemente il fronte delle forze borboniche, impedendo ogni tentativo di contrattacco e costringendole al temporaneo ritiro e alla successiva resa nella Cittadella fortificata. I segni dei numerosi colpi di cannone sono ancora oggi riscontrabili, infatti, nella parete esterna destra della Chiesa di San Francesco di Paola dove è visibile, incastonata in prossimità del portale d'ingresso, una palla di cannone.
Il 21 luglio, in seguito alla convenzione voluta dal ministro della guerra napoletano Giuseppe Salvatore Pianell, il maresciallo Tommaso de Clary e il generale Giacomo Medici, è firmato il piano per l'evacuazione delle truppe borboniche dalla Sicilia, il 25 luglio i reparti guidati dai colonnelli Pironti e del Bosco s'imbarcano per Napoli, lasciando Milazzo e il suo Castello nelle mani di Giuseppe Garibaldi. Solo la cittadella di Messina resisterà ancora diversi mesi.

## Carcere giudiziario
Con l'avvento del Regno d'Italia la città perde la sua importanza strategico - militare e il Castello nel 1880 è declassato da piazzaforte reale a carcere giudiziario. Le segrete e le dipendenze ubicate nelle immediate adiacenze della piazza d'armi interna del primitivo nucleo fortificato, sono adattate a spartane celle per la reclusione dei detenuti. Già in pieno clima di moti rivoluzionari era stato adibito a bagno penale per essere provvisoriamente destinato a quartiere generale militare.
Durante la prima guerra mondiale è adibito a campo di prigionia per i militari austro-ungarici, mentre nel periodo fascista è luogo di detenzione per i condannati per reati di natura politica.
L'utilizzo carcerario terminò nel 1960, seguì un lungo periodo di degrado ed inaccesibilità per la Cittadella fortificata, il Mastio con ripercussioni sul quartiere Storico del Borgo, a metà degli anni '80 sulla spinta di associazioni culturali e soprattutto in coincidenza con l'istituzione della Soprintendenza BB.CC a Messina, cominciarono iniziative atte ad incentivare la conoscenza, il Primo programma Europeo a cui il Comune partecipo fu il Programma "Raffaello" della CE che finanziava il recupero di Siti di interesse storico edificati nel tempo da Popoli Europei; Tuttavia solo col progetto di iniziativa Comunale "Conservazione e Valorizzazione della Cittadella Fortificata di Milazzo Quale bene della Comunità economica Europea", finanziato POR Sicila 2000/2006, approvato GM. 24/2008 ed appaltato si sono eseguiti lavori finalizzati ad arrestare il degrado e recuperare quasi tutte le strutture restituendole alla pubblica fruizione.
- Campagna di restauri compresi tra il 1991 e il 2002 relativi al Duomo antico;
- Campagna di restauri compresi tra il 2008 e il 2010 relativi a: Mastio islamico Normanno; Edificio conventuale; Cinta Aragonese; Cinta Spagnola; indagini e scavi Città Antica si è portato alla luce un tessuto urbano medievale e strutture murarie della guarnigione presidio militare.

## Il castello oggi
MuMa Museo del Mare Milazzo

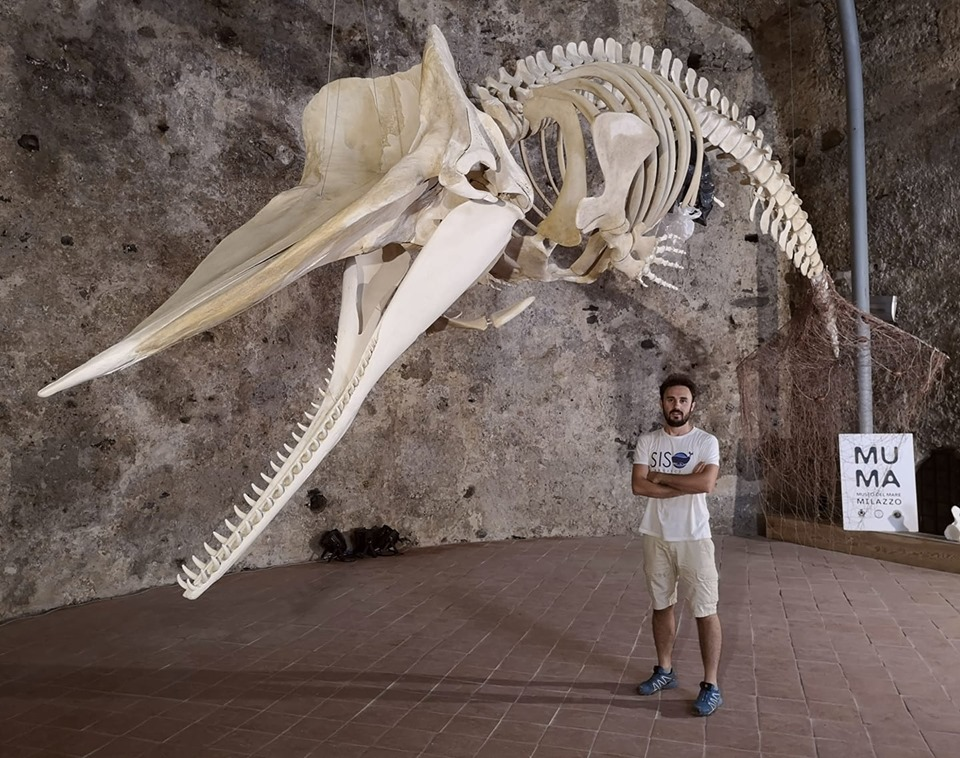
Lo scheletro del Capodoglio con il fondatore del Museo, Carmelo Isgrò

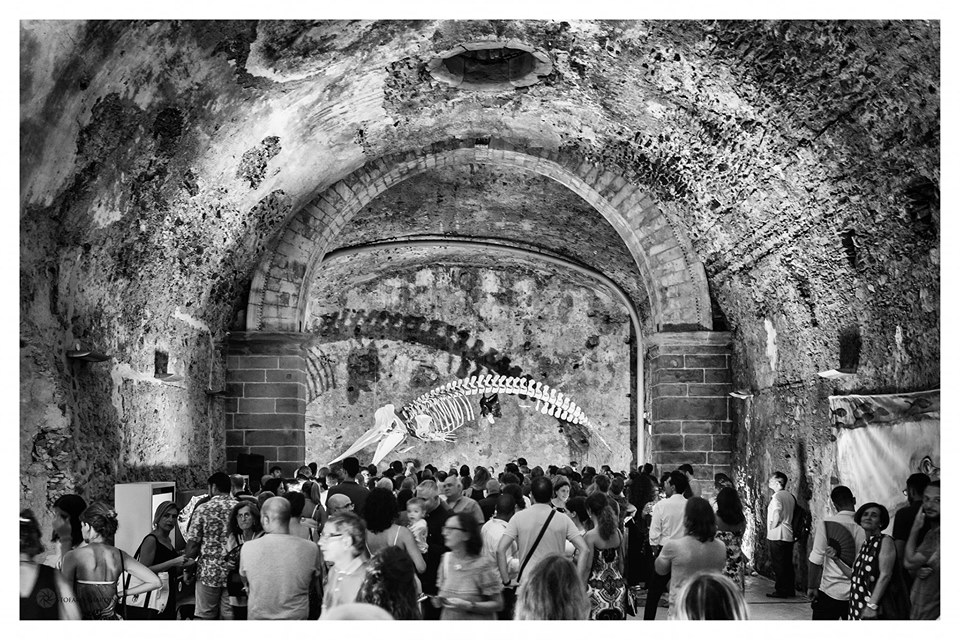
La sala centrale del Museo

Oggi all'interno del castello di Milazzo ha sede il MuMa - Museo del Mare Milazzo ospitato in una chiesa sconsacrata del 1527 all'interno del Bastione di Santa Maria
Qui sorgeva infatti nel 1527 la chiesa di Santa Maria, primo duomo di Milazzo, trasformato poi in bastione militare e nel 1825 in bagno penale, ovvero un carcere in cui i prigionieri erano costretti ai lavori forzati.
Il MuMa è stato fondato nel 2019 dal biologo Carmelo Isgrò che ha scarnificato un Capodoglio di 10 tonnellate che si era spiaggiato lungo le coste de Promontorio di Capo Milazzo e che era morto a causa di una rete illegale "la spadara" che si era impigliata nella sua coda ed a causa della plastica che aveva ingerito
Il biologo ha poi ricostruito lo scheletro riposizionando la plastica trovata e la rete illegale rispettivamente nella pancia e nella coda dello scheletro del Capodoglio esposto come monito per le nuove generazioni.
Al sui interno si svolgono numerose attività scientifiche e artistiche finalizzate alla sensibilizzazione alla tutela dell'ambiente marino: conferenze, mostre fotografiche, concerti musicali.
Nell'aprile del 2019 il Ministro dell'Ambiente Gen. Sergio Costa ha tenuto una conferenza all’interno del MuMa
Nel 2022 il Museo del mare Milazzo è stato insignito del premio EU4Ocean dalla DG Mare della Commissione Europea ed ha partecipato alla Conferenza delle Nazioni Unite sugli oceani dell'ONU, presentando il progetto Let's digitize Muma, realizzato in partnership con UNESCO e il gruppo Prada.

## EVENTI
- Nel 1988 fu redatto dall'architetto Antonino Giardina un progetto per un "Teatro estivo entro la Cittadella Fortificata di Milazzo" (pubblicato in "L'Arredo della Città" 4/5, 1988 Ed Sinopia Milano e in AM 8/9 1991 pubblicazione Ordine Architetti Messina); il Progetto è stato presentato alla " Borsa del Turismo" di Milano nel 1987. La Cavea seguiva la pendenza dei preesistenti terrazzamenti di età carceraria secondo l'asse minore E/W del Duomo Antico dal fianco della chiesa al Piede della Cinta Aragonese. Si utilizzò una installazione provvisoria seguita da quella definitiva agli inizi degli anni '90 realizzata dalla ditta Ponteggi Dalmine Milano. Fu utilizzato per spettacoli ed eventi musicali (tra le principali esibizioni quelle di Josè Carreras, della Royal Philharmonic Orchestra, Raffaele Paganini del Balletto Opera di Roma). Il film di Giuseppe Tornatore "Nuovo cinema Paradiso" vi fu proiettato prima che gli venisse assegnato L'Oscar. Il Teatro risulta completamente rifatto con altri criteri ordinatori.[senza fonte]

- Mish Mash Festival, dal 2016 una delle più significative rassegne artistiche e di musica indie, rock ed elettronica del Sud Italia.[67]

Sono in corso progetti mirati volti a inserire il castello, la città murata e il borgo antico tra i siti del patrimonio dell'UNESCO.